# Линейни кораби тип „Кинг Джордж V“ (1939)
Кинг Джордж V (на английски: King George V) са серия британски линейни кораби от Втората световна война. Всичко за британския флот са построени пет кораба: „Кинг Джордж V“ (на английски: King George V), „Принс оф Уелс“ (на английски: Prince of Wales), „Дук оф Йорк“ (на английски: Duke of York), „Ансън“ (на английски: Anson), „Хау“ (на английски: Howe). Последната реално построена серия британски линкори. Корабите от този тип вземат активно участие в сраженията на Втората световна война, особено се отличават в боевете срещу Кригсмарине. В хода на бойните действия загива линкора „Принс оф Уелс“, останалите са изключени от състава на флота и са продадени за скрап през 1957 г. Тяхно последващо развитие трябва да бъдат линейните кораби от типа „Лайън“.

## История на проектирането
Спускането на вода през 1926 г. на новите линкори „Нелсън“ и „Родни“ изчерпва лимита за построяване на линкори, разрешен на Великобритания от Вашингтонското съглашение. След подписването, през 1930 година, на Лондонското морско съглашение строителството на нови британски линкори е възможно не по-рано от края на 1930-те години. В тези условия конструкторите пробват силите си само на чертежните дъски, а някога силните производства на броня и голямокалибрени оръдия постепенно влизат в упадък. Първите опити за разработка на облика на новите линкори са предприети през 1928 г.
Сериозните работи по проектиране на нови линкори започват едва през 1933 г. Срока на действието на Лондонското съглашение изтича на 1 януари 1937 г., перспективите за подписване на следващо такова са много мъгливи, и е възможно започването на нова гонка в размерите на капиталните кораби. От друга страна, по политически и финансови причини Великобритания не желае първа да започва тази гонка, вследствие на което възниква желанието да не се променя текущото положение на нещата. Тези обстоятелства водят до изработката, през 1933 г., на достатъчно съмнителни изисквания за проектиране на линкор по програмата за 1937 г. За изработката на изискванията към новия линкор Щаба на британското адмиралтейство (на английски: Admiralty Naval Staff) инициира стадий за предварителни ескизни проекти на линкора. Специалистите на щаба считат за идеално въоръжение от 381-мм или 406-мм оръдия, разположени в четири двуоръдейни кули. В краен случай се допуска поставянето на три триоръдейни кули. Освен това, е озвучено доста странното искане да се разположат дванадесет 152-мм оръдия в каземати. Зенитното въоръжение трябва да се състои от 102- или 120-мм зенитни оръдия, разположени по три на всеки борд, или две по бордовете и едно по диаметралната плоскост. Зенитната артилерия за близко действие трябва да съставлява четири установки 40-мм „пом-пом“. В състава на въоръжението също трябва да влизат шест самолета с два катапулта и два бордови петтръбни надводни торпедни апарата. Бронирането трябва да защитава от 406-мм снаряди и 914-кг бомби. Броневата палуба трябва да осигурява защита на машинната установка от бомби с калибър до 454 кг. Подводната защита, както и при „нелсъните“, трябва да противостои на торпедо с 340-кг бойна част. Максималната скорост на кораба трябва да съставлява 23 възела. Тези изисквания са оформени от Морския щаб и са предадени за утвърждаване на Контрольора на флота (на английски: Third Sea Lord) през юни 1933 г.
На преговорите в Женева Англия предлага да се ограничи водоизместимостта на новите линкори на 22 000 тона, а калибъра на оръдията – на 305 или даже на 280 мм. Япония предварително дава съгласие за ограничения от 25 000 т и 356 мм, Франция вече строи „Дюнкерк“ от 26 500 т с въоръжение от 330-мм оръдия и е готова да се съгласи да не превишава тези параметри. Британците се надяват да „пречупят“ неотстъпчивите американци и постигне на преговорите ограничения от 28 000 т и 305 мм. За това на съвещание от 10 януари 1934 г. между Първия морски лорд адмирал Четфилд, заместник началника на морския щаб (на английски: Deputy Chief of the Naval Staff), представляващи Британия на преговорите, вицеадмирал Литъл (на английски: Charles Little) и Контрольора на флота, контраадмирал Форбс (на английски: Charles Forbes) е прието решението при проектирането на новите линкори да се спазват именно тези параметри.
На 5 април 1935 г. ръководителя на Отдела по корабостроене представя четири проекта, водоизместимостта на които се намира в пределите от 28 130 до 28 500. Скоростта в проектите „12N“ и „12О“ съставлява 23 възела, а в проектите „12Р“ и „12Q“ – 23,25 възела. Първата двойка има по-дебел пояс – 318 мм срещу 305 мм в района на погребите, 293 мм срещу 280 мм в района на МКО и палуба – 140 мм срещу 127 мм над погребите и 88 мм вместо 76 мм над МКО и рулевия механизъм. При всички проекти кулите и барбетите имат защита с дебелина 293 мм. Въоръжението на проектите „12О“ и „12Q“ съставлява девет 305-мм оръдия в триоръдейни кули, в проекта „12N“ и „12Р“ 305-мм оръдия са разположени на двуоръдейни установки, само на първия те са осем, а на втория десет. На всички проекти въоръжението допълват 12 152-мм оръдия в каземати, 12 120-мм зенитки в сдвоени установки, четири 8-стволни „пом-пома“ и 10 надводни торпедни апарата. Независимо от редицата останали „ретроградни“ решения (двата спомагателни калибра, казематното разположение на 152-мм оръдия, торпедните апарати), в проектите се появяват и решения, оставащи във финалния проект. Така например, вместо вътрешния наклонен пояс във всички проекти е използван външен вертикален пояс. Освен това, е направен извода за невъзможното коректно вписване на толкова разнородна артилерия от 152-, 120- и 40-мм оръдия, след което началника на Корабостроителния департамент иска от Морския щаб промяна на изискванията към линкорите и отказ от 152-мм оръдия. Предложени са модификации на проектите „12P“ и „12N“ с увеличен брой 120-мм зенитни оръдия до 24 и 28 съответно. При това в проекта „12N“ също се отказват и от надводните торпедни апарати.
| 305-мм проекти от април 1934 г. | 305-мм проекти от април 1934 г. | 305-мм проекти от април 1934 г. | 305-мм проекти от април 1934 г. | 305-мм проекти от април 1934 г. |
| Проект | 12N                             | 12O                             | 12P                             | 12Q                             |
| --- | ------------------------------- | ------------------------------- | ------------------------------- | ------------------------------- |
| дължина | 173,7                           | 173,7                           | 179,8                           | 179,8                           |
| скорост | 23                              | 23                              | 23,25                           | 23,25                           |
| пояс, погреби ÷ ЕУ, мм | 318 – 293                       | 318 – 293                       | 305 – 280                       | 305 – 280                       |
| палуба, погреби ÷ ЕУ и рулеви механизъм, мм | 140 – 89                        | 140 – 89                        | 127 – 76                        | 127 – 89                        |
| ПТП, мм | 51                              | 51                              | 38                              | 38                              |
| Главен калибър (305-мм оръдия) | 4×2                             | 3×3                             | 5×2                             | 3×3                             |
| ТА | 2×5                             | 2×5                             | —                               | —                               |
| ЛА | 1                               | 1                               | —                               | —                               |
| Разпределение на теглото, дълги тона |                                 |                                 |                                 |                                 |
| Корпус | 11 400                          | 11 400                          | 11 100                          | 11 100                          |
| Оборудване | 1100                            | 1100                            | 1050                            | 1050                            |
| Брониране | 10 030                          | 9530                            | 9710                            | 9310                            |
| Въоръжение | 4070                            | 4200                            | 4740                            | 5140                            |
| ЕУ | 1900                            | 1900                            | 1900                            | 1900                            |
| Всичко, стандартна водоизместимост | 28 500                          | 28 130                          | 28 500                          | 28 500                          |
| За всички – мощност на ЕУ 45 000 к.с., въоръжение 12 152-мм в каземати, 6×2×120-мм ЗА, 4×8×40-мм „пом-пом“, 8×4×7,62-мм картечници, брониране – барбети и чело на кулите от 292 мм, стени на кулите 203 мм, траверси 254 мм |                                 |                                 |                                 |                                 |

Разглеждането на тези проекти показва, че по всички параметри те са по-слаби както от новия френски „Дюнкерк“, така и от модернизираните линкори от типа „Куин Елизабет“. Стига се до извода, че е невъзможно да се създаде пълноценен линкор във водоизместимостта 25 – 28 хил. тона. Тази неудача изиграва своята роля за това, че Британия впоследствие не настоява за ограничаване на водоизместимостта на линкора от 28 000 т. Всички страни съперници планират създаването на бързоходни линкори в рамките на лимит от 35 000 т, за това след това се разглеждат само 35000-тонни варианти, и основните усилия са насочени към определяне на оптималното съотношение между скорост, въоръжения и защита в рамките на този лимит.
Управлението по корабостроене прави ред ескизни работи с различни комбинации въоръжения, защита и скорост. Общо за всичките проекти е изискването за стандартна водоизместимост от 35 000 т и нормален запас гориво от 4000 т.
Първоначално Адмиралтейството клони към 23-възловите проекти „14А“ и „14Q“ с добра защита и въоръжение от 356-мм оръдия. Адмиралите желаят да получат еднородна бойна линия от старите и новите кораби, и скоростта 23 възела се избира изходя от скоростта на намиращите се в строй линкори. Но след получаването на сведения за разработката на 30-възлови линкори в Европа началника на корабостроителния департамент дава задание за разработката на 30-възлови проекти. Така се появяват проектите „16А“, „15А“, „14С“, „14D“ и „14E“. В хода на тяхното детайлно обсъждане се разгръща дискусия по повод на това, струва ли си да се жертва защитата заради скоростта. От една страна, по-високата скорост ще позволи на линкора да настигне противника и да поддържа в хода на боя изгодни за него дистанция и курсови ъгли. От друга страна, при това линкора трябва да е достатъчно добре защитен за бой на дистанциите на ефективната стрелба.
В средата на 1930-те години щабните теоретици смятат, че при бой на дистанции от 90 – 100 кабелта процента попадения ще бъде прекалено малък за това, противниците да успеят да се потопят един друг. И за достигането на решителен резултат противниците ще са принудени да се приближат на дистанция 60 – 80 каб. Някои при това отбелязват, че в решително сражение по-голяма роля ще играе не високата скорост, а мощта на линкора. И по-оптимална е скоростта от 27 възела. Тъй като 3 възела разлика не дават чувствително преимущество в боя, а достигането на 30-възлова скорост е възможно само за сметка на много по-слабо въоръжение и брониране. При това избора на калибъра на оръдията при дистанции от 60 – 80 каб. е второстепенен. Бронепробиваемостта на 356-мм оръдия е макар и незначително по-лоша, но достатъчна, за сметка на това имат по-голяма скорострелност – 2 изстрела в минута против 1,5 – 1,7 на 406-мм. При време на полет на снаряда на тази дистанция от 20 – 30 секунди това преимущество по скорострелност може да бъде реализирано.
В крайна сметка са разработени 27-възловите проекти „16В“, „16С“, „15B“ и „14F“. Всички 11 проекта са предадени за анализ в техническия департамент на Морския щаб. Техният детайлен анализ е изложен в изводите на департамента. Като цяло изводите се свеждат до това, че избора следва да се сведе помежду три основни варианта:
- 30-възлов линкор с въоръжение от 381-мм оръдия;
- 27-възлов линкор с въоръжение от 381- или 406-мм оръдия;
- 23-възлов линкор с въоръжение от 406-мм или 356-мм оръдия.

Този анализ е обсъден от лордовете на Адмиралтейството на 20 септември 1935 г. И е направен извод в полза на линкора с девет 381-мм оръдия и скорост не по-ниска от 29 възела. Предполага се, че тези линкори ще бъдат построени за Европейския театър, а за противостоене на по-мощните японски и американски линкори в Далечния Изток ще се построи следваща серия линкори с 406-мм оръдия. Но след това в процеса на проектиране на новия линкор се намесва политиката.
| Проекти за линкори от 1935 г.                                       | Проекти за линкори от 1935 г. | Проекти за линкори от 1935 г. | Проекти за линкори от 1935 г. | Проекти за линкори от 1935 г. | Проекти за линкори от 1935 г. | Проекти за линкори от 1935 г. | Проекти за линкори от 1935 г. | Проекти за линкори от 1935 г. | Проекти за линкори от 1935 г. | Проекти за линкори от 1935 г. | Проекти за линкори от 1935 г. |
| Проект                                                              | 16A                           | 16B                           | 16C                           | 15A                           | 15B                           | 14A                           | 14Q                           | 14C                           | 14D                           | 14E                           | 14F                           |
| ------------------------------------------------------------------- | ----------------------------- | ----------------------------- | ----------------------------- | ----------------------------- | ----------------------------- | ----------------------------- | ----------------------------- | ----------------------------- | ----------------------------- | ----------------------------- | ----------------------------- |
| Скорост, възела                                                     | 30                            | 27                            | 27                            | 30                            | 27                            | 23                            | 23                            | 30                            | 30                            | 30                            | 27                            |
| Пояс при погребите, мм                                              | 305                           | 356                           | 318                           | 318                           | 356                           | 343                           | 343                           | 305                           | 356                           | 318                           | 343                           |
| Пояс при ЕУ, мм                                                     | 280                           | 343                           | 318                           | 318                           | 343                           | 311                           | 311                           | 280                           | 343                           | 318                           | 305                           |
| Палуба над погребите, мм                                            | 127                           | 152                           | 133                           | 133                           | 152                           | 127                           | 127                           | 127                           | 159                           | 133                           | 152                           |
| Палуба над ЕУ, мм                                                   | 76                            | 133                           | 120                           | 108                           | 140                           | 89                            | 89                            | 89                            | 127                           | 133                           | 102                           |
| Главен калибър                                                      | 3х3х406-мм                    | 2х3+1х2х406-мм                | 3х3х406-мм                    | 3х3х381-мм                    | 3х3х381-мм                    | 4х3х356-мм                    | 3х4х356-мм                    | 4х3х356-мм                    | 1х4+2х2х356-мм                | 2х4+1х2х356-мм                | 3х4х356-мм                    |
| Разпределение на теглото, дълги тона                                |                               |                               |                               |                               |                               |                               |                               |                               |                               |                               |                               |
| Корпус                                                              | 13 690                        | 13 200                        | 13 250                        | 13 500                        | 13 200                        | 12 375                        | 12 330                        | 13 540                        | 13 200                        | 13 500                        | 13 200                        |
| Оборудване                                                          | 1200                          | 1200                          | 1200                          | 1200                          | 1200                          | 1200                          | 1200                          | 1200                          | 1200                          | 1200                          | 1200                          |
| Брониране                                                           | 10 075                        | 11 725                        | 11 015                        | 11 155                        | 11 955                        | 11 325                        | 10 525                        | 10 075                        | 11 955                        | 11 395                        | 11 365                        |
| Въоръжение                                                          | 7160                          | 6450                          | 7160                          | 6270                          | 6270                          | 7150                          | 6860                          | 7160                          | 5770                          | 6060                          | 6860                          |
| ЕУ                                                                  | 2875                          | 2375                          | 2375                          | 2875                          | 2375                          | 1950                          | 1900                          | 2875                          | 2875                          | 2875                          | 2375                          |
| Всичко стандартна водоизместимост                                   | 35 000                        | 34 950                        | 35 000                        | 35 000                        | 35 000                        | 34 000                        | 32 815                        | 34 850                        | 35 000                        | 35 030                        | 35 000                        |
| За всички – зенитно въоръжение 10х2х114-мм, 4 самолета и 1 катапулт |                               |                               |                               |                               |                               |                               |                               |                               |                               |                               |                               |

Британците по всякакъв начин се стремят да ограничат гонката във въоръженията. През есента на 1935 г. чрез дипломатическите канали става ясно, че САЩ са готови да подкрепят предложението за ограничаване на водоизместимостта на новите линкори на нивото 35 000 т, а за калибъра на оръдията – 356 мм. Счита се, че към такава договореност ще се присъедини и Япония. Междувременно времето за вземане на решение вече настъпва. С оглед срока за влизане в строй на новите линкори през 1940 г. за разработка и приемане на въоръжение на новите оръдия остават около три години. И макар увереност за сключване на ново съглашение да няма, британците, на 10 октомври 1935 г., приемат решение да строят 35 000-тонни линкори със скорост 28 възела и въоръжение от 356-мм оръдия. Даден е старт на предварителната разработка на 356-мм оръдия. Правилното решение би било да се започне паралелна разработка на 406-мм оръдия, но поради икономически причини това не е направено. Последвалите събития показват погрешността на приетото от британците решение. В Лондон, в края на 1935 и началото на 1936 г., преминава конференция за ограничаването на морските въоръжения. Неин резултат става ратификацията между Великобритания, САЩ и Франция, през март 1936 г. на съглашение за ограничаване на водоизместимостта на линкорите до 35 000 т, а на калибъра на оръдията – до 356 мм. Междувременно, към договора не се присъединява Япония. За това в текста на договора е включено условието, че ако Япония не го подпише до 1 април 1937 г., то тогава подписалите договора страни имат право да увеличат калибъра до разрешените от Вашингтонското съглашение 406 мм. Както показва бъдещето, ограничението от 356 мм, в крайна сметка, поддържат само самите англичани. Французите изначално проектират своя „Ришельо“ с 380-мм оръдия и не сменят калибъра, а американците залагат в проекта „Саут Дакота“ възможност за преминаване към 406-мм оръдия.
На 12 ноември 1935 г., месец след утвърждаването на новите изисквания, на Контрольора на флота е представен за разглеждане проекта „14L“. В проекта се предвижда новата за Британия схема на енергетичната установка с шахматно редуване на машинните и котелните отделения. Специалистите на флота смятат за опасно използването на необходимите за тази схема дълги валопроводи и искат създаването на алтернативен проект с по-къси валопроводи. Разработваният проект „14N“ по характеристиките си с малко се отличава от „14L“. Външно разликата е наличието на един комин вместо два. За намаляване дължината на валовете с 10 м се налага да се преместят турбините към кърмата и да се концентрират 114-мм зенитки в една група пред машинното отделение. Още една разлика при този проекта става разполагането на главната бронева палуба на нивото на средната със съответното намаляване на височината на пояса с една трета.
Двата варианта се разглеждат на заседание на колегията на Адмиралтейството на 2 януари 1936 г. Заместник началника на Морския щаб и Контрольора на флота клонят към варианта „14N“, над който и продължава и последващата работа. В процеса на обсъжданията са приети ред решения за конструкцията:
- При проектната водоизместимост скоростта съставлява 28 възела. Но при пълна водоизместимост се добавят 2000 т вода в системата за конструктивна противоторпедна защита (КПЗ) и 4000 т нефт. В резултат скоростта пада до 27 възела. Предложението на Първия лорд за отказ от вода в системата за подводна защита е отклонено, тъй като това значително снижава нейната ефективност. Вместо това, на главния корабостроител, е поръчано да се разгледа възможността за замяна на водата в системата на КПЗ с нефт. Това би икономисало 2000 т водоизместимост.[10]
- Най-същественият резултат от съвещанието става решението за изменение състава на спомагателната артилерия. Вместо 10 кули със 114-мм оръдия е решено да се поставят 8 двуоръдейни кули със 133-мм оръдия. Тези кули са разработени за крайцерите за ПВО от типа „Дидо“. Решението за замяната е взето независимо от това, че проектирането на новите установки още не е започнато, и директора на отдела за морска артилерия ще е готов да даде срокове за разработката им едва към края на годината.[10][3]
- При вариант на брониране по проекта „14N“, поради намаляването височината на пояса, се намалява бойният запас плаваемост. Заместник началника на щаба настоява за това, броневата палуба да е разположена на нивото на главната, а височината на пояса да се върне към височината в проекта „14L“.[10]
- Началника на инженерния департамент предлага да се увеличи проектната мощност на машинната установка в надеждата на предполагаемо увеличаване ефективността на котлите. За сметка на 100 допълнителни тона, към силовата установка, разчетната скорост може да се повиши с 0,5 възела.[10]

Всички тези изменения е решено да се внедрят. В резултат се ражда варианта „14О“ със 133-мм универсална артилерия и увеличена до 28,5 възела скорост при стандартна водоизместимост. При пълна водоизместимост с форсиране на ЕУ до 110 000 к.с. скоростта трябва да съставлява не по-малко от 28 възела. За увеличаване височината на пояса се налага да се намали неговата дебелина. Пояса в новия проект се изменя не само по дължина, но и по височина. Горната част на пояса е с 25 мм по-тънка от централната. В района на погребите по горния му ръб неговата дебелина съставлява 330 мм, 356 мм по водолинията и 152 мм по долния ръб. В района на ЕУ, съответно, 305, 330 и 127 мм. Хоризонталното брониране също е отслабено – 140 мм над погребите и 114 мм над машините.
Проекта започва да придобива финални очертания. Той е разгледан от Морския щаб, който дава две забележки към него. Щаба смята разполагането на 133-мм оръдия в една група за неоптимално. Първо, поради въздействията на дулните газове върху зенитните автомати, второ, при такава концентрация пада бойната устойчивост. Също така защитата е оценена за недостатъчна, и щаба изисква нейното усилване. В идеала под главната бронева палуба трябва да се разположи допълнителна противоосколъчна палуба с дебелина 51 мм. Има няколко варианта за това решение:
- Да се разположи главната бронева палуба, както е в проекта 14N, на нивото на средната. При това височината на пояса намалява с една трета. Поради намаляването на бойния запас плаваемост това предложение не се разглежда насериозно.[10]
- Намаляване на скоростта с 2 възела, което дава икономия от 500 т. Но това влече зад себе си по-къс корпус и невъзможност да се разположи авиационното въоръжение. Също води до тактическо неудобство.[10]
- Намаляване на въоръжението до девет 356-мм оръдия в триоръдейни кули. Това дава икономия от 1200 – 1400 т. Но при девет оръдия огневата мощ на британския линкор става по-ниска, отколкото при линкорите от другите европейски страни, на които има от осем до девет 380/381-мм оръдия.[11]
- Преход към въоръжение от девет 381-мм оръдия в триоръдейни кули. Получава се икономия от 800 т. Този вариант е най-добър от техническа гледна точка. Но той е и нарушение на договора от 1936 г., на което не се решават по политически причини.[12]

Самия щаб клони към варианта за намаляване на въоръжението до девет 356-мм оръдия, обаче в крайна сметка се ражда решението да се оставят 10 356-мм оръдия за сметка на замяната на носовата издигната кула с двуоръдейна. Решението е прието на съвещанието на съвета на Адмиралтейството от 3 април 1936 г. Това води до необходимостта да се разработват две кули, което пренася срока за тяхната готовност с два месеца. Но с това се налага да се примирят. Проекта получава обозначението „14Р“.
В крайна сметка икономията в тегло е достатъчно за това, че да се получи в 2/3 от горната част на височината на пояса постоянна дебелина от 356 мм при погребите и 330 мм в района на машинно-котелните отделения (МКО), а за палубата – 152 и 127 мм съответно. Поради изменението в разпределението на теглото се налага да се премести цялата цитадела с 2 м към кърмата. Пак се връщат към разполагането на универсалната артилерия в две групи и към дългите валопроводи, като в проекта „14L“. На 21 април 1936 г. британският парламент санкционира постройката по този проект на два линкора по програмата за 1936 г. На 29 юли, още преди утвърждаването на окончателния проект, е издадена поръчката за новите линкори. Утвърждаването на проекта „14Р“ от съвета на Адмиралтействто става едва на 24 май 1936 г. Работите по разработката на детайлните чертежи се водят под общото ръководство на Главния строител на флота Стенли Гудал, главен конструктор на проекта е Х. Пенгели. Независимо от извънредната работа, поради малкия щат чертожници, работните чертежи са готови едва към началото на октомври и са утвърдени от съвета на Адмиралтейството на 15 октомври 1936 г.
Междувременно над Европа се сгъстяват облаците на бъдещата война. В програмата за 1937 г. е решено да се включат три линкора. Макар към този момент да е ясно, че Лондонското съглашение от 1936 г. няма да се изпълнява, официално Япония все още не се е отказала от неговото подписване. СЪщо така, разработването на всеки един нов проект би значило отлагане на влизането в строй с година, година и половина. Освен това, разработката на оръдията е тежка, и първите три кули се очакват едва към май 1940 г., което премества сроковете за готовността на новите линкори. За това е подкрепено предложението на Контрольора на флота, и на 16 ноември 1936 г. съвета на Адмиралтейството взема решение да се строят трите нови кораба по същия проект.
Между залагането на линкорите по програмите за 1936 и 1937 г. минават по-малко от половин година. На 1 януари 1937 г. в корабостроителниците „Викерс-Армстронг“ и „Кемъл Лерд“ са заложени линкорите „Кинг Джордж V“ и „Принс оф Уелс“. На 5 май 1937 г. в „Джон Браун и К°“ в Клайдбанк е заложен „Ансън“, който впоследствие е преименуван на „Дук оф Йорк“. Последната двойка линкори е заложена на 1 юни и 20 юли 1937 г. в корабостроителниците „Fairfield Shipbuilding and Engineering Company“ в Глазгоу и „Суон Хънтер“ в Уолсенд. Първоначално те получават имената „Джелико“ и „Бити“. Обаче последните са мъртви от година-две – 1935 и 1936 г., и кръщаването на кораби в тяхна чест е отчетено като нарушаване на традициите. Новите линкори получават имената „Ансън“ и „Хау“ в чест на „по-древни“ адмирали.
Планираният темп на строеж е спазен само за главния кораб. За задръжката в строителството допринася и започналата Втора световна война. С оглед оправяне на „детските болести“ реалната боеготовност настъпва едва 4 – 6 месеца след влизането в строй. В крайна сметка Кралския флот получава първите нови линкори едва през втората година от войната. Последната двойка влиза в строй тогава, когато вече няма остра необходимост от тях. Впрочем, такава ситуация е характерна за всички флоти на водещите морски държави – те дострояват своите линкори вече в хода на започналите бойни действия.

## Конструкция

### Корпус
Линкорите от типа „Кинг Джордж V“ имат гладкопалубен корпус с практически правоъгълен мидъл (коефициент на пълнота 0,99), но с достатъчно остри обводи (коефициент на пълнота 0,59). Корпусът има максимално проста и технологична форма. Независимо на разработките за транцева кърма и бълб, те не са използвани.
Корпуса е гладкопалубен, с подем на палубата от кърмата към носа на 1,8 м. Поради изискванията на Адмиралтейството да се осигури огън право по носа при нулев ъгъл на възвишение на оръдията няма седловатост на палубата. Такова решение снижава мореходността и е съмнително. Воденето на огън по този начин все пак не се препоръчва, поради възможността за нанасяне на повреди на палубата и разположените под нея устройства. В резултат линкорите се получават доста „мокри“ кораби – на пълен ход водата залива носовата кула и опръсква лещите на далекомерите на нея.
Корпуса на линкора се разделя на 19 водонепроницаеми отсека. При строителството се използват основно нитовани съединения. Заваряването по онова време е слабо развито в корабостроенето на Великобритания, а редицата опити, проведени през 1930-те години, дават на британските специалисти основания да твърдят, че заваръчното съединение е по-малко яко при взривни натоварвания. Заваряването се използва само в надстройката и по-маловажните части на корпуса.
За сметка на високия броневи пояс е осигурен голям запас плаваемост и изискванията спрямо нея са занижени. Въпреки това метацентричната височина е достатъчно голяма – 1,8 м при стандартна водоизместимост, но не толкова прекомерна както при типа „Родни“. Това позволява да се получи плавно люлеене с период от 14 секунди. А скуловите килове и почти квадратният мидъл намаляват амплитудата на люлеене. Всичко това благотворно се съотнася върху точността на стрелбата. Устойчивостта на линкорите е на високо ниво, ъгъла на преобръщане при неповреден борд надхвърля 60°. В крайна сметка е постигнато добро съчетаване на бойните качества и устойчивостта, и корабите от този тип са смятани за добри артилерийски платформи.
| Разпределение на тегловото натоварване на линкора „Кинг Джордж V“ |        |            |               |               |            |             |              |        |                    |                          |
| Разпределение на натоварването (т)                                | Корпус | Оборудване | Гл. механизми | Сп. механизми | Въоръжение | Броня и ПТЗ | Котелна вода | Гориво | Масло и авиогориво | Нормална водоизместимост |
| По проект                                                         | 13 500 | 1465       | 2292          | 411           | 6765       | 12 500      | 300          | 3700   | 60                 | 40 990                   |
| С оглед препроектирането                                          | 13 590 | 1478       | 2309          | 403           | 6789       | 12 871      | 300          | 3700   | 60                 | 41 500                   |
| Фактически                                                        | 13 830 | 1619       | 2366          | 402           | 7401       | 12 413      | 255          | 3730   | 60                 | 42 076                   |

### Екипаж и обитаемост
Съгласно проекта екипажа на линкорите от типа „Кинг Джордж V“ трябва да бъде 1409 души: 70 офицера и 1327 старшини и матроси. Всичките пет линкора първоначално са планирани да се използват като флагмански кораби на флота. За сметка на адмиралския щаб числеността нараства до 109 офицера и 1422 старшини и матроса. Но след това е решено, че в качеството на флагман на флота ще се използва само главният „Кинг Джордж V“, а останалите ще се използват като флагмани на ескадри (щаб от 16 офицера и 46 редници) или дивизии (8 офицера и 25 редови). За това помещения при останалите линкори са препроектирани и те имат по-малък екипаж. Фактически екипажа винаги е повече от проектния, основно за сметка на обслужването на поставяната допълнително лека зенитна артилерия, – подобна ситуация е характерна и за линкорите на другите страни. През 1941 г. „Принс оф Уелс“ има екипаж в състав 1521 души. На „Кинг Джордж V“ през 1944 г. служат 1582 души. Екипажите на „Дук оф Йорк“, „Ансън“ и „Хау“ към 1945 г. наброяват по 1556 души.
Условията за обитаване на линкорите от типа „Кинг Джордж V“ са доста различни за офицерския и останалия състав. По стара британска традиция помещенията на офицерите се намират в кърмовата част. Там са разположени разкошните адмиралски апартамент, включващ спалня, баня, столова, салон, кабинет, гардеробна и още помещения. В случай на отсъствие на борда на адмирал неговите помещения се заемат от командира на кораба. Собствено командирския апартамент е доста по-малък от адмиралския и се състоят от салон, спалня и баня. При отсъствие на адмирала те се използват от старшия офицер на линкора. В бойна обстановка командира най-често използва походна каюта, разположена на последното ниво на носовата надстройка.
Също в кърмовата част са разположени и каютите на офицерите. Щабофицерите обитават едноместни каюти, оберофицерите основно са е двуместни. На долния етаж на кърмовата надстройка има обширна офицерска каюткомпания. Морските пехотинци традиционно са разположени в средната част на линкорите, разделяйки помещенията на офицерите и младшите чинове. В бойна обстановка те обслужват погребите за боеприпаси.
Условията за обитание на подофицерския състав са доста по-скромни. Каюти за тях няма, всички те живеят в кубрици, макар и сравнително просторни. За подофицерите има отделни помещения за хранене. Редовия състав е разположен в общи кубрици в носовата част, на главната и средната палуби и се намират в доста тесни условия. На старши матрос, според норматива, се пада по 1,86 м² площ, на младши – 1,67 м². Няма стационарни спални места, има само висящи койки и хамаци, спускани само за през нощта. В кубриците се осъществява и приемането на храна на спускаеми маси. Линкорите от типа „Кинг Джордж V“ имат доста развита система за обслужване на екипажа. На корабите са налични лазарет, изолатор, хирургически и стоматологичен кабинети. Има стаи за отдих за екипажа, помещение за гледане на филми за 400 зрителя, корабна църква и бюфет. Камбузите и килерите са оборудвани с най-съвременната по онова време техника.
Линкорите от типа „Кинг Джордж V“ нямат репутацията на комфортни за служба кораби. В арктическите ширини, за сметка на допълнителното изолиране на помещенията с вълна и поставянето на електрически отоплители освен щатното парно отопление, няма жалби за студ. Но за тропиците вече казва своята дума липсата на кондициониране и неудовлетворителната вентилация на помещенията. В този план новите линкори се оказват даже по-лоши от старите кораби. При липсата в корпуса на илюминатори, нейната мощност е съвършено недостатъчна. Особено уморително за екипажа е плаването в тропически води. Температурата в кубриците е на ниво 35 °C, в каютите – 25°—28 °C, в машинното отделение достига 50 °C и даже 60 °C.

### Енергетична установка
В избора на енергетичната установка за новите линкори британските моряци проявяват силен консерватизъм. Макар през 1931 г. на разрушителите от типа A да са поставени котли, изработващи пара с налягане 35 атмосфери и температура 400 °C, те се оказват проблемни за експлоатация. На основата, че най-важната характеристика на съдовите машини е тяхната надеждност, Адмиралтейството избира проект за силова установка, имаща доста умерени параметри на парата. Налягането в котлите съставлява 28,12 кгс/см², температурата – 370 °C.
В сравнение с енергетичните установки на линкорите на други страни енергетичната установка на линкорите от типа „Кинг Джордж V“ изглежда скромно, обаче, заедно с това, тя се оказва и изключително надеждна. Към това самите агрегати са направени сравнително леки – тяговъоръженост под 17 кг/к.с, което е значително по-малко от 30 кг/к.с. на „Худ“.
За първи път на линкори на Кралския флот е използван блочно-ешелонен принцип на компоновка на машинната установка. Четирите блока на механизмите, по един за всеки вал, са напълно изолирани един от друг. Във всеки блок влиза котелно отделение с два котела и един комплект турбини. Във всеки блок независимо се подават гориво, вода и масло. Към това котелните и турбинните отделения по бордовете се редуват в шахматен ред. Предполага се, че всички агрегати ще могат да работят независимо, и даже при най-силни повреди като минимум две машинно-котелни отделения ще останат работоспособни. Разчита се даже, че парата може да се подава от едно отделение на друго. На практика това изисква време и напълно съхранена комуникация между блоковете.
Парата се изработва в осем трибарабанни котела „адмиралтейски“ тип с паропрегреватели. Повърхността на нагряване на всички котли съставлява 7620 м². Парата от тях се подава в бавнооборотните турбини, снабдени е едностепенни редуктори. Британците не могат да усвоят производството на едективни двустепенни редуктори с голяма мощност, за разлика от немците и американците. Турбините въртят четири винта, всеки с диаметър 4,42 м. Макар на херметичността на силовите установки да се отделя голямо значение и теоретично турбините да могат да работят даже бидейки напълно потопени под вода, дистанционното им управление не е предвидено, в резултат на което при пълното наводняване на машинните отделения няма контрол над турбините. Въпреки това, енергетичната установка на линкорите от типа „Кинг Джордж V“, като цяло, съответства по своята надеждност на най-добрите образци на 1930-те години.
Много по-зле стоят нещата с далечината на плаване. В проекта е заложена далечина на плаване 14 000 мили при ход 10 възела. На практика тя не достига и половината от тази стойност. Конструкторите изхождат от това, че при ход 10 възела ще се разходват 2,4 тона гориво на час. Пълният запас гориво съставлява 3700 дълги тона (при дизелово гориво). Но конструкторите допускат грешка. Разхода на гориво за общокорабните нужди съставлява 4 тона на час при ход и 1,7 тона при престой. В резултат разхода на гориво на скорост 10 възела съставлява 6,5 тона на час. Своята роля изиграва и неудовлетворителното качество на боята. В подводната част на корпуса тя бързо губи своите свойства и поради това нараства съпротивлението. За да се отстрани този проблем британците трябва да закупуват боя от американците.
Недостатъчната далечина се забелязва най-вече в хода на операциите в Тихия океан, когато на британските линкори на два пъти се налага да вземат гориво от американски фрегати. Предприети са определени усилия за увеличаване на запаса гориво, в частност, започват да използват за неговото съхраняване отсеци в двойното дъно и противоторпедната защита (ПТЗ). Въпреки това, показателите на „британците“ си остават скромни – след всички промени „Ансън“ може да измине 2600 мили на 27 възела, 6800 мили на 15 възела и едва 6100 мили на 10 възела. Показателите на другите линкори от серията са още по-скромни.
След проблемите с дизелгенераторите на типа „Родни“, британците като основни тук използват само турбогенератори. Електроенергията за корабни нужди се изработва от 6 турбогенератора, получаващи пара от главната енергетична установка, мощността на всеки е 330 кВт. При екстремни ситуации има два аварийни дизелгенератора със същата мощност. При това техният пуск изисква време, а сумарната им мощност е тройно по-малка от тази на основните генератори. Поради това при излизане от строя на турбогенераторите аварийните дизелгенератори не подсигуряват даже основните корабни нужди. В частност, няма достатъчно енергия за универсалната артилерия. Възникващите при това претоварвания водят до изключването и на резервната система. Определено неудобство е и наличието на две затворени магистрали за подаването на електрическия ток, вместо използваната по-рано една. Включването към тях на консуматорите и превключването на генераторите става само през едно разпределително табло. Командите в помещението на таблото се предават само гласово, което създава определени трудности при аварийни ситуации.

### Бронева защита
Бронирането на линкорите от типа „Кинг Джордж V“ става последващо развитие на схемата на брониране „всичко или нищо“, за първи път използвана в Кралския флот при линкорите от типа „Нелсън“. Обаче, в сравнение с „Нелсъните“, бронирането има доста съществени разлики. Британците се отказват от вътрешното наклонено разположение на броневия пояс, използвано при „Нелсъните“. Първо външната обшивка може да бъде повредена даже от огъня на разрушители, което води до обширни наводнения на отсеците между борда и пояса. На второ място, проведените през 1930-те години изследвания на схемата на брониране на „Нелсъните“ показват, че при определени условия снаряда може да мине вътре в кораба без да се срещне с наклонения броневи пояс и да детонира в погребите или машинното отделение.
При типа „Кинг Джордж V“ броневия пояс е разположен отвън на обшивката. Неговата дължина съставлява 126,5 метра или 56% от дължината по КВЛ. Той напълно прикрива артилерийските погреби и машинната установка, особено с оглед на това, че зад цитаделата има участъци от пояса с малко по-малка дебелина, закриващи артпогребите от попадения на остри курсови ъгли. Височината на пояса съставлява 7,16 метра, като при стандартна водоизместимост пояса влиза под водата на 2,6 метра.
За разлика от много негови съвременници линкори, където се използва вертикално разполагане на целите плочи, „Кинг Джордж V“ има пояс, съставен от три реда плочи, но скрепени твърдо, с помощта на шипове и пазове. При това „Кинг Джордж V“ има най-високия броневи пояс от всички съвременници. През 30-те години на XX век британците успяват значително да подобрят качеството на своята броня, която от края на Първата световна война се смята за най-добрата в света. Намаляването на съдържанието на въглерод увеличава пластичността на материала при незначително намаляване на твърдостта. Дебелият твърд закален слой увеличава шанса за разцепване на снаряда (предотвратяването на взрива вътре в кораба се счита за по-важен фактор, отколкото осигуряването на непробиването на поясната броня). Британската броня се отличава с доста високо качество и превъзхожда съвременната ѝ аналогична американска (бронята „клас А“) и немската по съпротивляемост с 15 – 20%. Пояса е разчетен да противостои на снаряди с калибър 381 мм на дистанции от 12 300 за погребите и от 14 300 метра за енергетичната установка. Неговата дебелина се колебае от 381 мм в района на погребите до 356 мм в района на машинните отделения. Плочите от долния ред клинообразно изтъняват до 140 и 114 мм съответно. Пояса се затваря от траверси, дебелината на които варира от 254 до 305 мм над броневата палуба, до 51 мм под нея. С дебела броня е прикрита 70% от дължината на кораба, което превъзхожда показателите на всички съвременници, освен германските.
Главната бронева палуба захлупва горния ръб на броневия пояс и закрива цялото пространство на цитаделата, имайки дебелина от 127 мм над машинното отделение до 152 мм над артилерийските погреби. Палубата трябва да противостои на 381-мм снаряди на дистанции 27 000 – 31 000 метра съответно и на 454-кг бронебойни бомби, пуснати от височина 3200 – 4500 метра. Зад пределите на цитаделата има долна бронева палуба, на нивото на съединяването на средния и долния ред на бронираните плочи на пояса. Нейната дебелина се колебае от 64 до 127 мм в носа, в кърмата дебелинатаа съставлява 114 мм.
При защитата на артилерията на главния калибър британците разполагат челните броневи плочи на кулите без наклон, предполагайки, че при бой на големи дистанции наклонената броня не дава преимущества, но при това е много по-сложна за производство. Вертикалната челна плоча на кулите има дебелина 324 мм от цементирана броня. Предната странична плоча има дебелина 229 мм и е направена от цементирана броня. Задната странична плоча е от хомогенна 174 мм бронева плоча. Покрива е от хомогенна броня с дебелина 152 мм. Бронирането на барбетите на кулите е диференцирано и се колебае от 280 мм на тилните участъци до 343 мм на най-заплашените странични. Защитата на универсалната артилерия на линкорите от типа „Кинг Джордж V“ се оказва доста слаба – само 25 мм. Фактически тя се пробива даже от осколките на големите снаряди и не дава каквато и да е надеждна защита.
Съмнително нововъведение става отказа от добре защитена бойна рубка. Основавайки се на опита от Ютландското сражение, британците стигат до извода, че тя представлява прекалено малка цел, и няма смисъл да се изразходват за нея много броня. Към това се предполага, че при попадение в рубката приборите за управление въпреки всичко ще излязат от строй, даже и без пробиването на бронята. В резултат на това, бронята на рубката се колебае от 114 до 76 мм за вертикалната броня и 51 мм за хоризонталната. Такава защита не дава надеждна гаранция даже при попадение на големи осколки.

### Подводна защита
Конструирането на противоторпедната защита (ПТЗ) на линкорите от типа „Кинг Джордж V“ се води на основа изводите, получени в резултат на макетните изпитания по програмата Job-74, завършили през 1936 г. За съжаление, тези изпитания се оказват, както става ясно по-късно, непълни и отчитат само въздействието на подводни взривове върху конкретен отсек, но не и върху цялата конструкция, като цяло.
ПТЗ на линкороите е разчетена да противостои на контактни и неконтактни подводни взривове, еквивалентни по мощност на 454 кг ТНТ. Тя е построена на принципа на „сандвича“. Външният слой отсеци, разделени от надлъжни прегради, трябва да остава празен и да разсейва силата на взрива. Средният слой е запълнен с течност и трябва да разпределя силата на ударната вълна на възможно най-голяма площь. Накрая, третият слой също трябва да остава пуст и да предотвратява хидравличния удар по бронираната преграда.
Общата дълбочина на ПТЗ е съвършено недостатъчна и се колебае от 4 м на мидъла и в района на кулите на главния калибър „B“ и „Y“ и съставлява само 3 м в района на носовата кула „A“ на главния калибър, също само 3 м в района на кърмовата кула. Тази величина е примерно същата, каквато е на френския тежък крайцер „Алжери“. Чуждите линкори имат доста по-обширна подводна защита: „Ришельо“ – 6,8 м на мидъла, „Саут Дакота“ – 5,45 м на мидъла, „Бисмарк“ – 5,5 м на мидъла, „Литорио“ – 7,2 м на мидъла, „Ямато“ – 7,15 м на мидъла.
Към слабостите на подводната защита се отнасят също неудачното съединяване на борда и броневата палуба. Над ПТЗ се намира само тънка преграда от обикновена корабостроителна стомана, лесно разрушима от взрив. Помещенията над нея не са изолирани, за това водата свободно се разтича по отсеците. Грешка е и използването в ПТЗ на нитовани съединения, избивани от взривна вълна. Най-накрая, при първото попадение на торпедо външният слой се запълва с вода и ефективността на неговата работа намалява до нула. Като цяло подводната защита на линкорите от типа „Кинг Джордж V“ следва да се признае за неудовлетворителна.

### Въоръжение

#### Артилерия на главния калибър
Избора на артилерията на главния калибър се обяснява не само с политически, но и с технически причини. За годините на продължителния престой разработката и производството на тежки морски оръдия във Великобритания стига до упадък, и британците нямат ресурси за бързо разработване на нови оръдия. 406-мм оръдия на линкорите от типа „Нелсън“ се смятат за достатъчно мощни, но теловата конструкция на техните стволове се оценява като неперспективна.
Независимо от близките характеристики, новото оръдие MkVII няма приемственост с оръдието MkI със същия калибър, използвано в годините на Първата световна война на линкора „Канада“. За разлика от предшественика, MkVII има не телова, а скрепена конструкция. Тази мярка позволява да се направи ствола и по-здрави, и по-лек, а огъня им по-точен. Живучестта на ствола съставя 340 изстрела с пълен заряд, което е доста по-добър показател спрямо предишните оръдия.
Зареждането става при фиксиран ъгъл на възвишение, което на пръв поглед е стъпка назад, но, според мнението на британските конструктори, напълно се компенсира с опростяването на механизма за зареждане. Заедно с това подаването на боеприпасите предизвиква определени трудности, тъй като сега снарядните погреби се намират под зарядните, за по-добрата защита на последните. Фактическата скорострелност съставя 1,5 изстрела в минута, което не надминава показателите на-старите, но мощни 381-мм оръдия.
Оръдията са разположени в три кули – двуе четириоръдейни и една двуоръдейна. С неудачния опит от експлоатацията на триоръдейните кули на линкорите от типа „Нелсън“, британците решават да се върнат към четното разполагане на оръдията в кулите. Самите кули се оказват много тежки – четириоръдейната тежи 1582 тона, а двуоръдейната 915 тона, без оглед теглото на самите оръдия. Надеждността им, като цяло, е невисока, и пропуски в стрелбата се случват на протежение на цялата война. Следствие отказа от издигането на корпуса в носа става заливаемостта на предната кула на голяма скорост, и персонала на претоваръчното отделение трябва да работи до колена във вода. За сметка на това ъгъла на възвишение на оръдията достига 40°, което дава солидна далечина на стрелбата.
Недостатъчното тегло на 356-мм снаряд отчасти се компенсира с неговото конструктивно съвършенство. В междувоенния период британците значително усъвършенстват своите боеприпаси и достигат доста високо ниво на тяхната ефективност. 356-м снаряд има достатъчна бронепробиваемост и много надежден взривател, което позволява да се вадят от строй добре бронираните немски линкори. Британските моряци напълно се доверяват на своите снаряди, и на протежение на почти цялата война боекомплекта на ГК на линкорите от типа „Кинг Джордж V“ се състои само от бронебойни снаряди. Само в края на войната в Тихия океан на борда започва да се вземат известен брой фугасни снаряди, потребни за обстрела на брегови цели.
| Бронепробиваемост на 356-мм оръдия MkVII срещу германската броня Wotan |      |      |       |       |       |       |       |       |
| Дистанция                                                              | 0 км | 5 км | 10 км | 15 км | 20 км | 25 км | 30 км | 35 км |
| Бордова броня, мм                                                      | 749  | 633  | 531   | 446   | 379   | 331   | 274   | 181   |
| Палубна броня, мм                                                      | -    | 22   | 42    | 65    | 86    | 115   | 176   | 381   |

Артилерията на линкорите от типа „Кинг Джордж V“, като цяло, е достатъчно добра. Откази има и при оръдията на линкорите на другите страни, за сметка на това точността и живучестта на британските Mk VII съответства на най-високите стандарти. Основния им проблем е недостатъчният калибър – само „Дюнкерк“ и „Шарнхорст“, построени в условията на много строги политически и финансови ограничения, отстъпват на британските линкори по този показател.
| Сравнителни ТТХ на артилерията на главния калибър за линкорите построени 1930—1940-те години |                 |           |                                 |                                 |             |                 |         |           |           |         |
| Характеристики                                                                               | „Кинг Джордж V“ | „Вангард“ | „Шарнхорст“                     | „Бисмарк“                       | „Литорио“   | „Норт Каролина“ | „Айова“ | „Дюнкерк“ | „Ришельо“ | „Ямато“ |
| Страна                                                                                       |                 |           | Германска империя (1933 – 1945) | Германска империя (1933 – 1945) |             |                 |         |           |           |         |
| Тип оръдие                                                                                   | Mk VII          | Mk I/N    | 28cmSKC/34                      | 38cmSKC/34                      | Ansaldo1934 | Mk6             | Mk7     | M1931     | M1935     | Type 94 |
| Калибър, мм                                                                                  | 356             | 381       | 283                             | 380                             | 381         | 406             | 406     | 330       | 380       | 460     |
| Маса на оръдието, кг                                                                         | 80 256          | 101 605   | 53 250                          | 111 000                         | 111 664     | 100 363         | 121 519 | 70 535    | 94 130    | 165 000 |
| Маса на бронебойния снаряд, кг                                                               | 721             | 879       | 330                             | 800                             | 885         | 1225            | 1225    | 560       | 884       | 1460    |
| Маса на ВВ в снаряда, кг                                                                     | ?               | 22        | 7,84                            | 18,8                            | ?           | 18,36           | 18,36   | ?         | 21,9      | 33,85   |
| Начална скорост на снаряда, м/с                                                              | 757             | 749       | 890                             | 820                             | 850 (870)   | 701             | 762     | 870       | 830       | 780     |
| Максимална далечина на стрелбата, м                                                          | 35 260          | 30 500    | 42 747                          | 36 520                          | 42 263      | 33 741          | 38 720  | 41 700    | 41 700    | 42 030  |

Системата за управление на огъня на главния калибър на линкорите от типа „Кинг Джордж V“ се счита за доста съвършена за 1930-те години. Тя включва два командно-далекомерни поста (КДП), снабдени с оптични далекомери. Първите два кораба от серията имат в КДП 15-футови далекомери (база 4,57 м), на последващите в предния КДП се поставя 20-футов далекомер (6,07 м). За определяне на дистанцията служат далекомерите в кулите – 12,5-метрови в четириоръдейните и 9-метров в двуоръдейната. Получените данни се обработват от електромеханични компютри. Тази система позволява постигането в добри условия на 5 – 7% попадения на дистанция 6 – 8 мили. Впоследствие важна роля в управлението на огъня започва да играе радиолокацията, но до самия край на войната британските моряци предпочитат оптичните средства за наблюдение пред радиолокационните.

#### Универсална артилерия
При избора на спомагателен калибър за новите линкори е взето правилното, като цяло, решение да се поставят универсални оръдия. При това 152-мм оръдия се признават за прекалено тежки и обладават прекалено ниска скорострелност против въздушни цели, а 114-мм за прекалено слаби против леките кораби на противника. В крайна сметка избора пада на междинния калибър 133-мм (5,25 дюйма), като тези оръдия едва предстои да се разработят. Предполага се достигането на скорострелност от 12 изстрела в минута, но още при проектирането вече се указва стойността 10 изстр./мин., а на практика скорострелността не надвишава 7 – 8 изстр./мин. Развиването на голям темп не се позволява от разделното им зареждане, а при тегло на снаряда от 36,5 кг за подаващия персонал е много трудно да се поддържа скорострелността повече, от няколко минути.
Ефективността за стрелбата на артилерията по леки надводни кораби се оценява за напълно достатъчна. Разположението на артилерията също е удачно. Поставените на две нива кули могат да концентрират огъня си по всяко направление. Далечината на стрелба е напълно достатъчна за бой с произвилен вид леки кораби, макар на практика на линкорите от типа „Кинг Джордж V“ да не се налага да отразяват атаките на разрушители.
Пригодността на оръдията против въздушни цели се оказва съмнителна. Голямата досегаемост по височина (15 км) при ъгъл на възвишение от 70° като чели позволява да се води ефективен огън по високолетящи цели, обаче британският флот до края на Втората световна война така и не получава радиолокационен взривател. Използва се само дистанционен – в зависимост от далечината се настройва забавянето на детонацията на снаряда. Забавянето се подава от автоматичен прибор, който стои до оръдието. Но далечината се подава от отделен член на разчета – настройчика на боеприпасите. И той винаги закъснява с въвеждането на дистанцията с един залп. Още по-малко ефективни са 133-мм оръдия против нисколетящи цели от типа на торпедоносците. На практика оръдията могат да успеят да дадат само няколко точни по направление изстрела, преди пускането от противника на неговите торпеда, но без коректната настройка на дистанцията. Този факт се потвърждава в боя на „Принс оф Уелс“ с японската авиация. Положение не се подобрява и от ниските скорости на насочване на тежките кули – 10 – 11° в секунда. Появата в хода на войната на скоростни самолети с практически всякакво предназначение прави 133-мм установки практически безполезни – те просто не успяват да следват своите цели, особено на близките дистанции.
Управлението на огъня се осъществява от 4 КДП. На първите два линкора са поставени системите за управление на огъня HACS MkIV, стабилизирани в две плоскости, на останалите са разположени HACS MkV, имащи по-просторни помещения за радиолокационното оборудване. Въпреки това, скоростта на обработка на данните си остава недостатъчна, и като цяло британските системи за управление на зенитния огън чувствително отстъпват на американската Mk37.

#### Лека зенитна артилерия
Основата на близката ПВО на британските кораби е 40-мм автомат, който заради характерния звук при стрелба е наречен „Пом-пом“. Разработен от компанията „Викерс“ още в годините на Първата световна война, „Пом-пом“ представлява мащтабно увеличената картечница „Максим“. Напредналата към момента на създаването ѝ конструкция успява да устарее към края на 1930-те години, независимо от проведената модернизация.
Началната скорост на 40-мм снаряд е прекалено ниска за поразяване на новите самолети. Фактически прицелен огън по тях може да се води на дистанции под 2 километра. За поразяване на целта с този снаряд, който няма дистанционен взривател, е необходимо пряко попадение в самолета. Още един сериозен недостатък е ненадеждността на стрелбата. Подаването на патроните чрез текстилна лента води до регулярни задръжки. Осемстволната 40-мм установка с маса 16 тона може да действа само с механично насочване, а скоростта на насочването не е достатъчно за действия срещу пикировчиците.
При разработката на проекта за новите линейни кораби се планира разполагането на тях на четири осемстволни „Пом-пома“. Те трябва да се допълват от четири четирицевни установки със зенитните картечници калибър 12,7 мм. Още в хода на построяването се отказват от картечниците, заменяйки ги с още два осемстволни „Пом-пома“. 48 ствола лека зенитна артилерия изглеждат на проектантите като солидна защита от нападения по въздух, обаче още първите боеве показват недостатъчността на леките зенитни средства.
Особено значение в хода на войната се придава на усилването на зенитните средства на линкорите, тъй като практиката ясно показва тяхната недостатъчност. Тези мероприятия се сдържат само от дефицита на зенитни оръдия, тъй като „Пом-поми“ няма, а лицензионното производство на „Бофорси“ и „Ерликони“ се разгръща вече в хода на войната. Особено предпочитание има към „Бофорсите“ – британските моряци ги считат за двойно по-ефективни, отколкото „Пом-помите“.
| Тактико-технически характеристики на артилерията на линейните кораби от типа „Кинг Джордж V“ |        |        |                |             |               |
| Характеристики                                                                               | MkVII  | MkI    | Pom-pom MkVIII | Bofors MkII | Oerlikon MkII |
| Калибър, мм                                                                                  | 356    | 133    | 40             | 40          | 20            |
| Маса на оръдието, кг                                                                         | 80 256 | 4362   | 272            | 279         | 68            |
| Дължина на ствола, калибри                                                                   | 45     | 50     | 39,37          | 56          | 65            |
| Тегло на снаряда, кг                                                                         | 721    | 36,5   | 0,764          | 0,907       | 0,122         |
| Начална скорост на снаряда, м/с                                                              | 757    | 792    | 732            | 829         | 830,5         |
| Скорострелност, и/мин                                                                        | 2      | 7 – 8  | 96             | 120         | 450           |
| Далечина на стрелбата, м                                                                     | 35 260 | 21 400 | 6220           | 9830        | 5715          |
| Ефективна далечина на стрелбата, м                                                           | —      | —      | 1555           | 2286        | 915           |

В опит да се реши този проблем в условията на дефицит на 40-мм установки MkVIII британците се опитват да използват неуправляемите зенитни ракети UP. Стартирайки вертикално, те пускат специална въздушна мина на въже, в която трябва да се оплете вражеския самолет. Ред такива кутиевидни установки за пуск на ракетите са поставени на линкорите на Кралския флот, включая „Кинг Джордж V“ и „Принс оф Уелс“. Ефективността на новото оръжие се оказва нулева, при това, вероятно, именно попадение на вражески снаряд в такава установка води до силния пожар на линейния крайцер „Худ“ в хода на боя в Датския пролив от 24 май 1941 г. След този епизод всички установки с ракетите UP са свалени от корабите.
Впоследствие Кралския флот усилва ПВО на линкорите за сметка на поставянето на тях на лицензионни версии на зенитните автомати чуждестранна разработка – швейцарските 20-мм „Ерликон“ и шведските 40-мм „Бофорс“. „Ерликоните“ и единичните „Бофорси“ нямат нужда от силово задвижване и могат да се поставят на всяко удобно място на кораба. „Бофорсите“ двойно превъзхождат „Пом-помите“ по ефективна далечина на стрелбата, а „Ерликоните“, при близък ефективен бой са четири пъти по-скорострелни. Новите оръдия се поставят на корабите в хода на ремонтни работи. Впрочем, „Ерликоните“ с ръчно насочване, разглеждани като последен резерв в отбраната на кораба, при пълна липса на загранване с енергия се показват като оръжие с доста скромни възможности, тъй като и избора на цел, и насочването по нея си остават за сметка на стрелеца, а самият той практически не е защитен от огъня на самолетите.
| Изменение в състава на зенитното въоръжение на линкорите от типа „Кинг Джордж V“ | Изменение в състава на зенитното въоръжение на линкорите от типа „Кинг Джордж V“ | Изменение в състава на зенитното въоръжение на линкорите от типа „Кинг Джордж V“ | Изменение в състава на зенитното въоръжение на линкорите от типа „Кинг Джордж V“ | Изменение в състава на зенитното въоръжение на линкорите от типа „Кинг Джордж V“ | Изменение в състава на зенитното въоръжение на линкорите от типа „Кинг Джордж V“ | Изменение в състава на зенитното въоръжение на линкорите от типа „Кинг Джордж V“ | Изменение в състава на зенитното въоръжение на линкорите от типа „Кинг Джордж V“ | Изменение в състава на зенитното въоръжение на линкорите от типа „Кинг Джордж V“ |
| Оръдие                                                                           | Оръдие                                                                           | 178-мм НУРC                                                                      | 40-мм „Пом-пом“                                                                  | 40-мм „Пом-пом“                                                                  | 40-мм „Бофорс“                                                                   | 40-мм „Бофорс“                                                                   | 20-мм „Ерликон“                                                                  | 20-мм „Ерликон“                                                                  |
| Установка (стволове)                                                             | Установка (стволове)                                                             | UP                                                                               | Mk VI (8)                                                                        | Mk VII(4)                                                                        | USA Mk 2(4)                                                                      | Mk III(1)                                                                        | Mk V(2)                                                                          | ?(1)                                                                             |
| -------------------------------------------------------------------------------- | -------------------------------------------------------------------------------- | -------------------------------------------------------------------------------- | -------------------------------------------------------------------------------- | -------------------------------------------------------------------------------- | -------------------------------------------------------------------------------- | -------------------------------------------------------------------------------- | -------------------------------------------------------------------------------- | -------------------------------------------------------------------------------- |
| Проект                                                                           | 1940 г.                                                                          |                                                                                  | 4                                                                                |                                                                                  |                                                                                  |                                                                                  |                                                                                  |                                                                                  |
| „Кинг Джордж V“                                                                  | При построяването, декември 1940 г.                                              | 4                                                                                | 4                                                                                |                                                                                  |                                                                                  |                                                                                  |                                                                                  |                                                                                  |
| „Кинг Джордж V“                                                                  | Декември 1941 г. /Край на 1943 г.                                                |                                                                                  | 5                                                                                | 1                                                                                |                                                                                  |                                                                                  |                                                                                  | 18 / 38                                                                          |
| „Кинг Джордж V“                                                                  | Юли 1944 г. / Септември 1945 г.                                                  |                                                                                  | 8                                                                                | —                                                                                | 2                                                                                | 0 / 2                                                                            | 6                                                                                | 26 / 24                                                                          |
| „Принс оф Уелс“                                                                  | При постройката, март 1941 г.                                                    | 3                                                                                | 4                                                                                |                                                                                  |                                                                                  | 1                                                                                |                                                                                  |                                                                                  |
| „Принс оф Уелс“                                                                  | Юли 1941 г.                                                                      |                                                                                  | 6                                                                                |                                                                                  |                                                                                  | 1                                                                                |                                                                                  |                                                                                  |
| „Дук оф Йорк“                                                                    | При постройката, ноември 1941 г.                                                 |                                                                                  | 6                                                                                |                                                                                  |                                                                                  |                                                                                  |                                                                                  | 6                                                                                |
| „Дук оф Йорк“                                                                    | Април 1942 г. / Март 1943 г.                                                     |                                                                                  | 6                                                                                |                                                                                  |                                                                                  |                                                                                  |                                                                                  | 14 / 28                                                                          |
| „Дук оф Йорк“                                                                    | Средата на 1944 г. / Април 1945 г.                                               |                                                                                  | 6 / 8                                                                            | 0 / 6                                                                            | 0 / 2                                                                            |                                                                                  | 2 / 8                                                                            | 26 / 41                                                                          |
| „Дук оф Йорк“                                                                    | 1945 г. / 1946 г.                                                                |                                                                                  | 8                                                                                | 6 / 2                                                                            | 2                                                                                |                                                                                  | 8                                                                                | 39 / 14                                                                          |
| „Ансън“                                                                          | При постройката, юни 1942 г.                                                     |                                                                                  | 6                                                                                |                                                                                  |                                                                                  |                                                                                  |                                                                                  | 18                                                                               |
| „Ансън“                                                                          | Средата на 1943 г. / Март 1945 г.                                                |                                                                                  | 6 / 8                                                                            | 0 / 4                                                                            | 0 / 2                                                                            |                                                                                  | 0 / 8                                                                            | 40 / 53                                                                          |
| „Ансън“                                                                          | 1945 г. / 1946 г.                                                                |                                                                                  | 8                                                                                | 6 / 8                                                                            | 2                                                                                |                                                                                  | 6                                                                                | 53                                                                               |
| „Хоу“                                                                            | При постройката, август 1942 г.                                                  |                                                                                  | 6                                                                                |                                                                                  |                                                                                  |                                                                                  |                                                                                  | 18                                                                               |
| „Хоу“                                                                            | Средата на 1943 г./Май 1944 г.                                                   |                                                                                  | 6 / 8                                                                            |                                                                                  | 0 / 2                                                                            |                                                                                  | 0 / 4                                                                            | 50 / 34                                                                          |
| „Хоу“                                                                            | Септември 1945 г.(/Края на 1945 г.                                               |                                                                                  | 8                                                                                | 6                                                                                | 2                                                                                | 18 / 12                                                                          | 4                                                                                | —                                                                                |
| „Хоу“                                                                            | Март 1946 г./Юни 1949 г.                                                         |                                                                                  | 8                                                                                | —                                                                                | 2 / 0                                                                            | 4                                                                                | 4                                                                                | —                                                                                |

#### Авиационно въоръжение
В съответствие с представите на 1930-те години, линкорите от типа „Кинг Джордж V“ трябва да имат стартов катапулт и хидроавиация. На корабните самолети се възлагат задачите за водене на разузнаване и коригиране на артилерийския огън. Въпроса за корабната авиация предизвиква продължителна дискусия във военноморските кръгове. Опонентите доказват, че авиационното оборудване заема прекалено много място, което може да се използва за други цели. Например, вместо хангар и катапулт може да се поставят още четири кули с универсалните 133-мм оръдия. Тактико-техническите характеристики на хидросамолетите са ниски, а самите линкори се подлагат на ненужна опасност, със спирането за вдигането на хидропланите от водата. Обаче привържениците на хидросамолетите носени от линкорите считат, че самолетоносач може да няма в решаващия момент до линкорите, а точността на стрелбата на големи дистанции чувствително се повишава благодарение на коректировката от въздуха. В крайна сметка тяхното мнение надделява. По първоначален проект линкорите от типа „Кинг Джордж V“ трябва да имат два катапулта и четири хидросамолета в състава на корабната авиогрупа. От тях 2 машини трябва да се съхраняват в хангарите и още две непосредствено на катапултите. Такъв способ за разполагане е признат за неудачен, и още през 1938 г. е оставен само един катапулт и два хидросамолета.
Линкорите имат неподвижният напречен катапулт D-IIIH, заемащ малко място и способен да ускори до скорост на излитане самолет с маса до 5,5 тона. В качеството на бордов самолет се използва биплана „Албакор“, който няма възможност за носене на торпеда. Освен това, може да се използва и доста разпространеният във флота разузнавач-коректировчик „Уалрус“. Фактически само на трите първи линкора от серията има самолети. С развитието на радиолокацията и появата в състава на флота на достатъчно количество самолетоносачи разузнавателните самолети на линейните кораби стават ненужни. През 1944 г. в хода на поредните ремонти авиационното оборудване е демонтирано от всички линкори. Освободеното място се използва за разполагане на лодки и спасителни салове, което, на свой ред, увеличава пространството за поставяне на нови зенитни автомати върху кърмовата надстройка.

### Радиоелектронно оборудване
| РЛС на Великобритания, използвани на линкорите от типа „Кинг Джордж V“ | РЛС на Великобритания, използвани на линкорите от типа „Кинг Джордж V“ | РЛС на Великобритания, използвани на линкорите от типа „Кинг Джордж V“ | РЛС на Великобритания, използвани на линкорите от типа „Кинг Джордж V“ | РЛС на Великобритания, използвани на линкорите от типа „Кинг Джордж V“                                                  |
| Станция                                                                | Дължина на вълната                                                     | Мощност на сигнала, кВт                                                | Далечина на засичане, мили                                             | Предназначение |
| ---------------------------------------------------------------------- | ---------------------------------------------------------------------- | ---------------------------------------------------------------------- | ---------------------------------------------------------------------- | --- |
| тип 262                                                                | 3 см                                                                   |                                                                        | до 4,5                                                                 | Артиллерийски радар за МЗА, поставя се непосредствено на КДП на „пом-помите“. Постъпва на въоръжение в края на войната. |
| тип 271                                                                | 10 см                                                                  | 5 – 90                                                                 | 10 – 25                                                                | РЛС за засичане на надводни цели                                                                                        |
| тип 273                                                                | 10 см                                                                  | 5 – 90                                                                 | 10 – 25                                                                | РЛС за засичане на надводни цели                                                                                        |
| тип 274                                                                | 10 см                                                                  | до 400                                                                 | 10 – 36                                                                | Артиллерийски радар за ГК. Постъпва на въоръжение към края на войната                                                   |
| тип 277                                                                | 10 см                                                                  | 500                                                                    | 25 – 35                                                                | Комбинирана РЛС за засичане на надводни и въздушни цели с измерител на височината                                       |
| тип 279                                                                | 7 м                                                                    | 70                                                                     | 100                                                                    | РЛС за засичане на въздушни цели                                                                                        |
| тип 293                                                                | 10 см                                                                  | 500                                                                    | 12,5                                                                   | Комбинирана РЛС за съпровождане на надводни и въздушни цели                                                             |
| тип 281                                                                | 3,5 – 4 м                                                              | 350                                                                    | 120                                                                    | РЛС за засичане на въздушни цели                                                                                        |
| тип 240                                                                |                                                                        |                                                                        |                                                                        | Система за разпознаване „свой-чужд“. Антената е над антените на РЛС тип 281 или тип 279                                 |
| тип 243                                                                |                                                                        |                                                                        |                                                                        | Система за разпознаване „свой-чужд“. Антената е над антените на РЛС тип 281 или тип 279                                 |
| тип 282                                                                | 50 см                                                                  | 25                                                                     | 3,5                                                                    | Артилерийски радар за МЗА, поставя се непосредствено на КДП на „пом-помите“                                             |
| тип 284                                                                | 50 см                                                                  | 25                                                                     | 10                                                                     | Артилерийски радар за ГК                                                                                                |
| тип 285                                                                | 50 см                                                                  | 25                                                                     | 8,5                                                                    | Артилерийски радар за ЗА с далечен радиус на действие, поставя се на КДП на ЗА                                          |
| тип 651                                                                |                                                                        |                                                                        |                                                                        | Система създаване на смущения срещу радиоуправляемо оръжие                                                              |

Първият радиолокатор, поставен на линкорите от типа „Кинг Джордж V“ в началото на 1941 г., става радара тип 279, представляващ усъвършенствана версия на радара 79Z. От предшественика се отличава с вграденото устройство за управление на заградителния зенитен огън и способността да засича въздушни цели на разстояние до 60 мили. След това радара тип 279 се заменя с типа 281, имащ увеличена далечина на засичане на целите и възможност за управление на огъня както по въздушни, така и по морски цели. По-късно е произведена замяната му с тип 285. Все тези станции работят в метровия диапазон.
Задачата за издирване на надводни цели се решава от радара тип 271 и неговите усъвършенствани версии – типовете 272 и 273. Близо към края на войната британците започват да поставят на линкорите още по-съвършените станции от типа 293 и 277. Двете станции работят в дециметровия диапазон и благодарение на това могат да засичат даже малоразмерни цели. Още едно много важно преимущество на тези станции в сравнение с предишните радари става възможността да се определя височината на полет на целите.
Огъня на главния калибър се управлява от РЛС тип 284, а след това от типа 274. Следва да се отбележи, че тези устройства рядко се използват по пряко предназначение. Британските моряци предпочитат да ги използват само за засичане на целта, а за точно насочване на оръдията използват оптичните далекомери. Така е и в боя на „Дук оф Йорк“ с „Шарнхорст“, в условията на полярна нощ.
За управление на огъня на зенитните автомати „Пом-пом“ се използват локаторите тип 282 – по един на всеки от 4 директора. Реалните опити те да се използват в последния бой на „Принс оф Уелс“ дават много скромни резултати. Към края на войната уцелелите линкори от типа „Кинг Джордж V“ носят от 10 до 16 радара от различни типове.
Освен това, в течение на 1941 – 1945 г. на корабите е поставена обширна гама радиопеленгатори от различен тип и детектори за радиолокационно излъчване от РЛС на противника. Важна част от радиоелектронните средства стават също опознавателите „свой-чужд“. На артилерийските радари они не са поставяни – счита се за необходимо с точност да се узстанови, че под прицел се намира именно противник.
| Измененията в състава на радиотехническите средства на линкорите от типа „Кинг Джордж V“ | Измененията в състава на радиотехническите средства на линкорите от типа „Кинг Джордж V“ | Измененията в състава на радиотехническите средства на линкорите от типа „Кинг Джордж V“ | Измененията в състава на радиотехническите средства на линкорите от типа „Кинг Джордж V“ | Измененията в състава на радиотехническите средства на линкорите от типа „Кинг Джордж V“ | Измененията в състава на радиотехническите средства на линкорите от типа „Кинг Джордж V“ | Измененията в състава на радиотехническите средства на линкорите от типа „Кинг Джордж V“ | Измененията в състава на радиотехническите средства на линкорите от типа „Кинг Джордж V“ | Измененията в състава на радиотехническите средства на линкорите от типа „Кинг Джордж V“ | Измененията в състава на радиотехническите средства на линкорите от типа „Кинг Джордж V“ | Измененията в състава на радиотехническите средства на линкорите от типа „Кинг Джордж V“ | Измененията в състава на радиотехническите средства на линкорите от типа „Кинг Джордж V“ | Измененията в състава на радиотехническите средства на линкорите от типа „Кинг Джордж V“ | Измененията в състава на радиотехническите средства на линкорите от типа „Кинг Джордж V“ | Измененията в състава на радиотехническите средства на линкорите от типа „Кинг Джордж V“ | Измененията в състава на радиотехническите средства на линкорите от типа „Кинг Джордж V“ | Измененията в състава на радиотехническите средства на линкорите от типа „Кинг Джордж V“ | Измененията в състава на радиотехническите средства на линкорите от типа „Кинг Джордж V“ | Измененията в състава на радиотехническите средства на линкорите от типа „Кинг Джордж V“ | Измененията в състава на радиотехническите средства на линкорите от типа „Кинг Джордж V“ |
| Кораб                                                                                    | Период                                                                                   | РЛС за засичане, по тип                                                                  | РЛС за засичане, по тип                                                                  | РЛС за засичане, по тип                                                                  | РЛС за засичане, по тип                                                                  | РЛС за засичане, по тип                                                                  | РЛС за засичане, по тип                                                                  | РЛС за засичане, по тип                                                                  | РЛС за засичане, по тип                                                                  | артилерийски                                                                             | артилерийски                                                                             | артилерийски                                                                             | артилерийски                                                                             | артилерийски                                                                             | артилерийски                                                                             | Заглу- шител                                                                             | Радиопеленгатори                                                                         | Радиопеленгатори                                                                         | Радиопеленгатори                                                                         |
| Кораб                                                                                    | Период                                                                                   | надводно                                                                                 | надводно                                                                                 | комбини рано                                                                             | комбини рано                                                                             | въздушно                                                                                 | въздушно                                                                                 | въздушно                                                                                 | въздушно                                                                                 | ГК                                                                                       | ГК                                                                                       | 133-мм                                                                                   | 133-мм                                                                                   | ЗА                                                                                       | ЗА                                                                                       | Заглу- шител                                                                             | ВЧ                                                                                       | ВЧ                                                                                       | СЧ                                                                                       |
| Кораб                                                                                    | Период                                                                                   | Тип 271                                                                                  | Тип 273                                                                                  | Тип 277                                                                                  | Тип 293                                                                                  | Тип 279                                                                                  | Тип 279В                                                                                 | Тип 281                                                                                  | Тип 281B                                                                                 | Тип 284                                                                                  | Тип 274                                                                                  | Тип 285                                                                                  | Тип 275                                                                                  | Тип 282                                                                                  | Тип 262                                                                                  | Тип 651                                                                                  | FC2                                                                                      | RH2                                                                                      | FM2                                                                                      |
| ---------------------------------------------------------------------------------------- | ---------------------------------------------------------------------------------------- | ---------------------------------------------------------------------------------------- | ---------------------------------------------------------------------------------------- | ---------------------------------------------------------------------------------------- | ---------------------------------------------------------------------------------------- | ---------------------------------------------------------------------------------------- | ---------------------------------------------------------------------------------------- | ---------------------------------------------------------------------------------------- | ---------------------------------------------------------------------------------------- | ---------------------------------------------------------------------------------------- | ---------------------------------------------------------------------------------------- | ---------------------------------------------------------------------------------------- | ---------------------------------------------------------------------------------------- | ---------------------------------------------------------------------------------------- | ---------------------------------------------------------------------------------------- | ---------------------------------------------------------------------------------------- | ---------------------------------------------------------------------------------------- | ---------------------------------------------------------------------------------------- | ---------------------------------------------------------------------------------------- |
| „Кинг Джордж“                                                                            | при построяването, декември 1940 г.                                                      |                                                                                          |                                                                                          |                                                                                          |                                                                                          | 1                                                                                        |                                                                                          |                                                                                          |                                                                                          | 1                                                                                        |                                                                                          |                                                                                          |                                                                                          |                                                                                          |                                                                                          |                                                                                          | 1                                                                                        |                                                                                          |                                                                                          |
| „Кинг Джордж“                                                                            | начало на 1941 г.                                                                        | 1                                                                                        |                                                                                          |                                                                                          |                                                                                          | 1                                                                                        |                                                                                          |                                                                                          |                                                                                          | 1                                                                                        |                                                                                          |                                                                                          |                                                                                          |                                                                                          |                                                                                          |                                                                                          | 1                                                                                        |                                                                                          |                                                                                          |
| „Кинг Джордж“                                                                            | край на 1941 г.                                                                          | —                                                                                        | 1                                                                                        |                                                                                          |                                                                                          | 1                                                                                        |                                                                                          |                                                                                          |                                                                                          | 1                                                                                        |                                                                                          |                                                                                          |                                                                                          | 5                                                                                        |                                                                                          |                                                                                          | 1                                                                                        |                                                                                          |                                                                                          |
| „Кинг Джордж“                                                                            | средата на 1942 г.                                                                       | —                                                                                        | 1                                                                                        |                                                                                          |                                                                                          | 1                                                                                        |                                                                                          |                                                                                          |                                                                                          | 1                                                                                        |                                                                                          | 4                                                                                        |                                                                                          | 5                                                                                        |                                                                                          |                                                                                          | 1                                                                                        |                                                                                          | 1                                                                                        |
| „Кинг Джордж“                                                                            | юли 1944 г.(312)                                                                         |                                                                                          | —                                                                                        | 1                                                                                        | 1                                                                                        |                                                                                          | 1                                                                                        |                                                                                          |                                                                                          | —                                                                                        | 1                                                                                        | 5                                                                                        |                                                                                          | 7                                                                                        |                                                                                          |                                                                                          | —                                                                                        | 1                                                                                        | 1                                                                                        |
| „Принс оф Уелс“                                                                          | при построяването, март 1941 г.                                                          |                                                                                          |                                                                                          |                                                                                          |                                                                                          | 1                                                                                        |                                                                                          |                                                                                          |                                                                                          | 1                                                                                        |                                                                                          |                                                                                          |                                                                                          |                                                                                          |                                                                                          |                                                                                          | 1                                                                                        |                                                                                          |                                                                                          |
| „Принс оф Уелс“                                                                          | май 1941 г.                                                                              |                                                                                          |                                                                                          |                                                                                          |                                                                                          | 1                                                                                        |                                                                                          |                                                                                          |                                                                                          | 1                                                                                        |                                                                                          | 4                                                                                        |                                                                                          | 4                                                                                        |                                                                                          |                                                                                          | 1                                                                                        |                                                                                          |                                                                                          |
| „Принс оф Уелс“                                                                          | юли 1941 г.                                                                              | 1                                                                                        |                                                                                          |                                                                                          |                                                                                          | 1                                                                                        |                                                                                          |                                                                                          |                                                                                          | 1                                                                                        |                                                                                          | 4                                                                                        |                                                                                          | 4                                                                                        |                                                                                          |                                                                                          | 1                                                                                        |                                                                                          |                                                                                          |
| „Дук оф Йорк“                                                                            | при построяването, ноември 1941 г.                                                       |                                                                                          | 1                                                                                        |                                                                                          |                                                                                          |                                                                                          |                                                                                          | 1                                                                                        |                                                                                          | 1                                                                                        |                                                                                          | 4                                                                                        |                                                                                          | 6                                                                                        |                                                                                          |                                                                                          |                                                                                          |                                                                                          | 1                                                                                        |
| „Дук оф Йорк“                                                                            | април 1945 г.                                                                            |                                                                                          | —                                                                                        | 1                                                                                        | 1                                                                                        |                                                                                          |                                                                                          | —                                                                                        | 1                                                                                        | —                                                                                        | 2                                                                                        | 4                                                                                        |                                                                                          | 7?                                                                                       |                                                                                          |                                                                                          |                                                                                          | 1                                                                                        | 1                                                                                        |
| „Ансън“                                                                                  | при построяването, юни 1942 г.                                                           |                                                                                          | 1                                                                                        |                                                                                          |                                                                                          |                                                                                          |                                                                                          | 1                                                                                        |                                                                                          | 1                                                                                        |                                                                                          | 4                                                                                        |                                                                                          | 6                                                                                        |                                                                                          |                                                                                          |                                                                                          |                                                                                          | 1                                                                                        |
| „Ансън“                                                                                  | март 1945 г.                                                                             |                                                                                          | 0                                                                                        | 1                                                                                        | 1                                                                                        |                                                                                          |                                                                                          | —                                                                                        | 1                                                                                        | —                                                                                        | 2                                                                                        | —                                                                                        | 4                                                                                        | —                                                                                        | 7                                                                                        | 1                                                                                        |                                                                                          | 1                                                                                        | 1                                                                                        |
| „Хау“                                                                                    | при построяването, август 1942 г.                                                        |                                                                                          | 1                                                                                        |                                                                                          |                                                                                          |                                                                                          |                                                                                          | 1                                                                                        |                                                                                          | 1                                                                                        |                                                                                          | 4                                                                                        |                                                                                          | 6                                                                                        |                                                                                          |                                                                                          |                                                                                          |                                                                                          | 1                                                                                        |
| „Хау“                                                                                    | май 1944 г.                                                                              |                                                                                          | —                                                                                        | 1                                                                                        | 1                                                                                        |                                                                                          |                                                                                          | —                                                                                        | 1                                                                                        | —                                                                                        | 1                                                                                        | 5                                                                                        | —                                                                                        | —                                                                                        | 7                                                                                        | —                                                                                        |                                                                                          | 1                                                                                        | 1                                                                                        |

## Модернизации
Започвайки от 1942 г. Адмиралтейство провежда модернизация на линкорите от типа „Кинг Джордж V“ на основата на опита, получен при гибелта на „Принс оф Уелс“. В числото на предприетите мероприятия влизат:
- Поставяне на размагнитващото устройство;
- Поставяне на хидролокатор;
- Поставяне на системи за дистанционно управление на зенитните автомати;
- Оборудване за допълнителни наблюдателни постове:
- Поставяне на броня за защита на помещенията на операторите на РЛС, механизмите на рулевата машина и силовите кабели на кулите на универсалната артилерия:
- Поставяне на допълнителни водонепроницаеми прегради и изграждане водонепроницаеми шахти;
- Удължаване на мрежата от водоотливни помпи и поставяне на преносими помпи;
- Дублиране на противопожарната мрежа;
- Поставяне на аварийна осветителна мрежа;
- Разполагане на енергетичните агрегати на удароустойчиви фундаменти;
- Дублиране на силовите механизми на универсалната артилерия.[65]

Освен това, са проведени следните основни модификации:

### „Кинг Джордж V“
Начало на 1941 г.
Вместо платформите за КДП на „пом-помите“ между двата носови КДП на зенитната артилерия е поставен радар „Тип 271“.
Декември 1941 г.
Демонтирани са установките UP, добавени са 1×4 и 1×8 установки „пом-пом“. Вместо КДП на установките UP са поставени КДП за „пом-помите“. Вместо радара „Тип 271“ е поставен радар „Тип 273“. На КДП на „пом-помите“ са поставени пет РЛС „Тип 282“. Поставени са 18 единични „ерликона“.
Май – юни 1942 г.
Ремонт в Ливърпул. Отстраняване на аварийни повреди. Свален външния и поставен вътрешен кабе за размагнитващото устройство. На КДП за 133-мм оръдия са поставени четири РЛС „Тип 285“. Добавена е радиостанцията FM2 MF D/F.
Май 1943 г.
Поставени 20 едностволни 20-мм „ерликона“. Снети са два 32-футови катера. Горният мостик е продължен назад, адмиралският – напред.
Февруари – юли 1944 г.
Ремонт в Ливърпул. Свален 1×4 „пом-пом“, 12 едностволни „ерликона“, РЛС тип „273“ и станцията HF/DF. Поставени 3×8 „пом-пома“, 6×2 „ерликона“, 2×4 40-мм „бофорса“. Радара „Тип 279“ е заменен с „Тип 279В“, на носовия КДП на ГК „Тип 284“ с „тип 274“. Добавени РЛС „Тип 277“, „Тип 293“, две „тип 282“, РЛС „Тип 285“ на кърмовия КДП за ГК, станция RH2 VHF/DF. Катапулта и самолетите са снети, изменено е разположението на лодките, подобрени са условията за обитаемост.
1945 г.
Снети са 2 единични „ерликона“, поставени са два единични „Бофорса“.

### „Принс оф Уелс“
Май 1941 г.
Поставени 4 РЛС „Тип 282“ и 4 „Тип 285“.
Юни – юли 1941 г.
Ремонт в Росайт. Демонтирани са установките UP, добавени 1×4 и 1×8 установки „пом-пом“. Вместо КДП за установките UP са поставени КДП за „пом-помите“. Поставен е радар „Тип 271“.

### „Дук оф Йорк“
Април 1942 г.
Поставени 8×1 „ерликона“.
Декември 1942 – март 1943 г.
Ремонт в Росайт. Допълнително са поставени 14 единични „ерликона“. Мостиците са модифицирани като на „Кинг Джордж V“. Премахнати са катерите около кула „В“.
Начало на 1944 г.
Вместо два едностволни са поставени две двустволни установки „ерликон“.
Септември 1944 – април 1945 г.
Ремонт в Ливърпул. Поставени 2×8 и 6×4 АУ „пом-пом“, 2×4 „бофорса“, 6×2 15×1 „ерликона“. Свалена е РЛС „Тип 273“. РЛС „Тип 281“ е заменена с „Тип 281В“, а радара „Тип 284“ с два „Тип 274“. Добавени са две РЛС „Тип 277“, една „Тип 282“, „Тип 293“ и станцията RH2 VHF/DF. Катапулта и самолетите са снети, изменено е разположението на лодките, подобрени са условията за обитаемост.

### „Ансън“
Начало на 1943 г.
Поставени 22 единични „ерликона“. Свалени са катерите около кула „В“.
Юли 1944 – март 1945 г.
Ремонт в Девънпорт. Поставени 2×8 и 4×4 „пом-пома“, 2×4 „бофорса“, 8×2 и 13 единични „ерликона“. Свалена е РЛС „Тип 273“. РЛС „Тип 281“ е заменена с „Тип 281В“, тип „285“ с тип „275“, а радара „Тип 284“ с два „Тип 274“. Вместо РЛС тип „282“ е поставена „Тип 262“, и са поставени още две РЛС „Тип 262“. Допълнително са поставени РЛС „Тип 277“ и „Тип 293“, станция RH2 VHF/DF, станция за създаване на смущения „Тип 651“. Зенитните КДП HZ/LA Mk V са заменени с HA/LA Mk VI. Катапулта и самолетите са свалени, изменено е разположението на лодките, подобрени са условията за обитаемост.
Средата на 1945 г.
2×2 „ерликона“ са заменени с 2×4 „пом-пома“.
1946 г.
Свалени са 4×4 и 2×8 „пом-пома“.

### „Хау“
Начало на 1943 г.
Поставени са 22 единични „ерликона“.
Декември 1943 – май 1944 г.
Ремонт в Девънпорт. Свалени са шест единични „ерликона“. Добавени са 2×8 „пом-пома“, 2×4 40-мм „бофорса“ и 4×2 20-мм. РЛС „Тип 281“ е заменена с „Тип 281В“, а радара „Тип 284“ с два „Тип 274“. Вместо РЛС тип „282“ е поставен „Тип 262“, и са поставени още две РЛС „Тип 262“. Допълнително са поставени една РЛС „Тип 285“, „Тип 277“ и „Тип 293“, станция RH2 VHF/DF. Катапулта и самолетите са снети, изменено е разположението на лодките, подобрени са условия за обитаемост.
Юни – септември 1945 г.
Дърбан. Свалени са всичките 34 едностволни „ерликона“, Добавени са 6×4 „пом-пома“ и 18×1 „бофорса“.
Край на 1945 г.
Портсмът. 6×1 40-мм „бофорса“ са свалени.
Май 1948 – юни 1949 г.
Девънпорт. Свалени са 2×4 „бофорса“.

## Окраска
Сведенията за камуфлажната окраска се отнасят към числото на заплетените въпроси. работата е в това, че боите, използвани за камуфлирането, се получават чрез смесване на няколко компонента, а информацията за техните точни пропорции в сместа няма. В първите шест месеца на войната Кралският флот практически не използа камуфлаж, и корабите са боядисани в различни оттенъци на сивото. След това обаче, Адмиралтейството признава необходимостта от камуфлаж. Използват се два основни негови типа. Първият, т. нар. деформиращ камуфлаж, разработен още в годините на Първата световна война, използва обичайно петна с два-три цвята. Задачата му е визуалното изкривяване на очертанията на кораба, за да се затрудни оценката на разстоянието до него, неговата скорост и курс, определяни на око. Също така Адмиралтейството разработва няколко схеми за маскиращ камуфлаж, който трябва да скрива кораба на фона на обкръжаващата обстановка. Цветовете и схемата на камуфлажа се подбират според района, в който кораба трябва да действа.
| Цветовете, използвани при окраската на линкорите от типа „King George V“ | Цветовете, използвани при окраската на линкорите от типа „King George V“ | Цветовете, използвани при окраската на линкорите от типа „King George V“ | Цветовете, използвани при окраската на линкорите от типа „King George V“ |
| Код на цвета                                                             | Название (англ.)                                                         | Название (бълг.)                                                         | Палитра                                                                  |
| ------------------------------------------------------------------------ | ------------------------------------------------------------------------ | ------------------------------------------------------------------------ | ------------------------------------------------------------------------ |
| 507A/G10                                                                 | dark grey/battleship grey                                                | тъмносив                                                                 |                                                                          |
| 507B/MS3                                                                 | medium grey/ medium grey green                                           | сив/сиво-зелен                                                           |                                                                          |
| 507C/G45                                                                 | light grey                                                               | светлосив                                                                |                                                                          |
| B5                                                                       | blue grey                                                                | сиво-син                                                                 |                                                                          |
| B6                                                                       | mid-grey                                                                 | светлосив                                                                |                                                                          |
| MS4                                                                      | brown olive                                                              | маслинено кафяв                                                          |                                                                          |
| PB10                                                                     | dark ultramarine blue                                                    | тъмен ултрамарин                                                         |                                                                          |
| MS2                                                                      | mid olive                                                                | маслинен                                                                 |                                                                          |
| B20                                                                      | medium blue                                                              | син                                                                      |                                                                          |

„Кинг Джордж V“
По времето на изпитанията е боядисан в „междинен“ камуфлаж – проста геометрична форма с използването на цветовете 507A и 507B. Окраската по десния и левия бордове е идентична. Схемата е подобна на използваната при линкорите „Уорспайт“ и „Валиант“ през 1942 г. От декември 1940 до февруари 1941 г. е боядисан в „модифициран изкривяващ“ камуфлаж с използването на цветовете 507A, 507B и 507C. Окраската по десния и левия бордове е различна. Боядисването е правено набързо, и скоро боята започва да пада. От февруари до юни 1942 г. линкора практически е напълно боядисан в сиво. От юли 1942 до февруари 1944 г. кораба е боядисан в „междинен изкривяващ“ камуфлаж с използването на цветовете 507А, B5, B6 и 507C. От юли 1944 до края на 1945 г. „Кинг Джордж“ е боядисан в „Адмиралтейски стандартен тип В“. Правоъгълник с цвят B20 е нанесен в района на жизненоважните части (ЖВЧ) на кораба, т.е. ЕУ и погребите. Останалите части са боядисани в G45. В началото на 1946 г. е напълно пребоядисан в светлосив.
„Принс оф Уелс“
При построяването е боядисан в сив цвят 507A. След боя с „Бисмарк“ е боядисан в 507B. От август 1941 г. до своята гибел носи камуфлаж тип „Адмиралтейски първи изкривяващ“. Цветовете са 507C, MS4, PB10, B20, MS3 и MS2. Камуфлаж е признат за неефективен тъй като недостатъчно „разбива“ контурите на кораба.
„Дук оф Йорк“
От септември до ноември 1941 г. е боядисан в „Експериментален Адмиралтейски изкривяващ“ тип камуфлаж. Цветовете са 507C, MS3, 507А. Двата борда имат идентична окраска. От ноември 1941 до март 1943 г. е боядисан изцяло в сиво. От март 1943 до септември 1944 г. корпуса е боядисан в G10, а надстройките в G45. През март 1945 г. е боядисан в „Адмиралтейски стандартен тип В“ с използването на цветове като на „Кинг Джордж V“. В началото на 1946 г. „Дюк оф Йорк“ е напълно пребоядисан в светлосиво.
„Ансън“
От 1942 до юни 1944 г. е боядисан по схемата „Адмиралтейски междинен изкривяващ“. Цветове 507A, B5, B6 and 507C. От март 1945 до началото на 1946 г. има схемата „Адмиралтейски стандартен тип В“ с правоъгълник в цвят B20 в района на машинно-котелните отделения и погребите, а останалата част от корпуса е боядисана в G45. От началото на 1946 г. корпуса е боядисан в G10, а надстройката в G45. От края на 1946 г. линкора е напълно светлосив.
„Хау“
От 1942 до декември 1944 г. е боядисан в „Адмиралтейский междинен изкривяващ“ камуфлаж. Цветовете са 507A, B5, B6 и 507C. По време на докуването му през 1943 г. разположението на петната по десния и левия бордове е леко модифицирано. От декември 1945 г. е боядисан в „Адмиралтейски стандартен тип В“ със стандартното използване на B20 и G45. От декември 1945 до края на 1946 г. корпуса е боядисан в G10, а надстройката в G45. В края на 1946 г. е напълно боядисан в светлосив цвят.
- „Принс оф Уелс“ в Сингапур, 4 декември 1941 г. Вижда се лющещата се боя на камуфлажа „Адмиралтейски първи изкривяващ“.
- „Хау“ към момента на въвеждане в строй. Типа окраска е „Адмиралтейски междинен изкривяващ“. Изглед по левия борд.
- „Хау“ преминава Суецкия канал през 1944 г. Типа окраска е „Адмиралтейски междинен изкривяващ“. Изглед по десния борд.
- „Кинг Джордж V“ на котва в Александрия на път за Далечния Изток. Края на 1944 г. Камуфлаж „Адмиралтейски стандартен тип В“. Може да се види разположението на правоъгълник с цвят B20 в района на ЖВЧ.

## Служба

### „Кинг Джордж V“
Главният кораб на серията е заложен на 1 януари 1937 г. в корабостроителницата на компанията „Викерс-Армстронг“ (на английски: Vickers-Armstrongs) в град Нюкасъл. Спуснат е на вода на 21 февруари 1939 г., официално влиза в строй на 11 декември 1940 г. През януари 1941 г., още преди достигането на пълна бойна готовност, линкора извършва преход през Атлантика, доставяйки в САЩ новия британски посланик. На обратния си път „Кинг Джордж V“ прикрива конвой. През март 1941 г. участва в рейда по Лофотенските острови.
През май 1941 г. „Кинг Джордж V“ участва в операцията против германския линкор „Бисмарк“. На 27 май 1941 г. съвместно с линкора „Родни“ влиза в бой с „Бисмарк“ и изстрелва по противника 339 снаряда на главния и 660 от универсалния калибри. Впоследствие действа в Северния Атлантик, прикривайки операциите на британския флот, а също арктическите конвои. На 1 май 1942 г., в хода на една от тези операции, таранира британския разрушител „Пенджаби“. Разрушителя потъва, а взрива на намиращите се на него дълбочинни бомби нанася на „Кинг Джордж“ сериозни повреди в носовия край.
След ремонт „Кинг Джордж V“ отново става флагмански кораб на Флота на метрополията и прикрива арктическите конвои. През лятото на 1943 г. кораба преминава в Средиземно море и е включен в състава на Съединението H. На 10 – 11 юли 1943 г. „Кинг Джордж V“ провежда отвличащата артподготовка при бреговете на Сицилия в хода на подготовката за десанта на съюзниците на този остров.
През първата половина на 1944 г. преминава ремонт и е изпратен в Тихия океан, където влиза в състава на оперативната група на британския флот, действаща съвместно с американските ВМС. През юли 1945 г. обстрелва с главния си калибър предградията на Токио. На 2 септември 1945 г. участва в церемонията по капитулацията на Япония.
В Англия се връща през март 1946 г. след ремонт в Австралия. След това е флагман на флота, но вече през 1947 г. е поставен в нов ремонт. В периода 1948 – 1949 г. влиза в състава на учебна ескадра, през септември 1949 г. е изваден в резерва. На 30 април 1957 г. е изключен от списъците на флота и в началото на 1958 г. е продаден за скрап.

### „Принс оф Уелс“
Заложен е на 1 януари 1937 г. в корабостроителницата на компанията „Кемъл Лерд“ в Бъркенхед (на английски: Birkenhead). Спуснат е на вода на 3 май 1939 г., влиза в строй на 31 март 1941 г. Вече на 22 май 1941 г. „Принс оф Уелс“ излиза в морето за прихващането на германския линкор „Бисмарк“. В състава на съединението също влиза линейният крайцер „Худ“. Сутринта на 24 май, плавайки зад „Худ“, линкора влиза в бой с немското съединение, състоящо се от линкора „Бисмарк“ и тежкия крайцер „Принц Ойген“. След бързата гибел на „Худ“ „Принс оф Уелс“ води боя сам. В линкора попадат 7 вражески снаряда – 3 калибър 380 мм и 4 – калибър 203 мм. Британският линкор не получава сериозни повреди, макар един от снарядите на „Бисмарк“ да пробива проходно слабо бронираната бойна рубка на кораба и да излети от нея без да детонира, но успява да извади от строя всички намиращи се там хора. Поради технически неизправности излизат от строя отначало едно оръдие в носовата кула, а след това и цялата носова кула, силно заливана от водата, а след това и кърмовата кула на ГК. В резултат на това линкора остава само с една действаща кула на ГК, и неговият командир предпочита да отстъпи. На свой ред, „Принс оф Уелс“ има три попадания с 356-мм снаряди в „Бисмарк“. Сериозни повреди следствие на това също няма, обаче един от снарядите пробива носовата цистерна за гориво, и това принуждава немците да прекратят рейдерската операция и да отстъпят към Брест.
| „                            | „Принс оф Уелс“ е прекалено нов кораб, поради което и пострадва. Обаче още в своя пръв кратък бой той нанася на своя противник чувствителни повреди. Изтормозените артилеристи, сражаващи се повече със своите оръдия, отколкото с немците, не подозират, че решават изхода не само на това сражение, а на цялата битка. | “ |
| Смит П. Закат владыки морей. | |   |

След ремонта, в периода май – юли 1941 г., линкора се връща в строй и през август 1941 г. доставя британския премиер-министър Уинстън Чърчил в Нюфаундленд за срещата му с президента на САЩ Франклин Делано Рузвелт. През есента на 1941 г. „Принс оф Уелс“ за малко е включен в състава на Съединение H, след което се връща в състава на Флота на метрополията. Впоследствие „Принс оф Уелс“ е включен в състава на Изсточния флот и на 25 октомври се насочва за Далечния Изток. На 28 ноември линкора се съединява в Коломбо с линейния крайцер „Рипалс“. На 2 декември 1941 г. двата кораба пристигат в Сингапур. Заедно с придадените им разрушители те започват да се наричат Съединение Z.
След засичане от авиоразузнаването на японски войскови конвой, адмирал Томас Филипс взема решение да прихване японците и на 8 декември 1941 г. извежда своите кораби в морето. Сутринта на 10 декември 1941 г. британските кораби са атакувани от японските бомбардировачи-торпедоносци G3M и G4M (всичко 73 машини), които провеждат 6 последователни атаки над „Принс оф Уелс“ и „Рипалс“. Вече в хода на втората атака „Принс оф Уелс“ получава, по мнение на британците, 2 торпедни попадения в левия борд, макар обследването на потъналия кораб през 2007 г. показва наличието само на една пробойна по левия борд. Последствията от това попадение са катастрофални. Взрива на торпедото разрушава кронщейна на левия вал, в резултат на което въртящият се вал губи центровка и буквално изкормва шахтата на вала. Водата започва бързо да постъпва вътре. Почти всички помещения по продължение на борда се оказват наводнени, кораба се лишава от повечето си електроенергия. Поради това механизираните установки на универсалния и зенитния калибри се оказват без захранване и не могат да водят огън, стрелбата по противника се води само със 7 единични установки „Ерликон“ и 1 единична установка „Бофорс“, които са с ръчно задвижване. Възможно, още по-сериозният проблем е, че кораба се лишава от управление. В резултат на четвъртата атака линкора получава, според свидетелства на очевидци, четири попадения на торпеда в десния борд (обследването през 2007 г. показва наличие само на три пробойни). Хода намалява до 5 – 7 възела. В хода на шестата атака японците имат 1 попадение с 250-кг бомба. Час и половина след началото на атаката „Принс оф Уелс“ се преобръща и потъва. Заедно с кораба загиват 513 британски моряка, включая адмирал Филипс.
| „                                                                            | От британска гледна точка, потопяването на „Принс оф Уелс“ и „Рипалс“ има незабавни и тежки последствия. Моралното състояние на защитниците на Малая и Сингапур е разрушено. Съдбата на всички наши владения в Югоизточна Азия е предрешена. Рядко поражение по море да има такива тежки последствия. | “ |
| Роскилл. С.У. Флаг Святого Георгия. Английский флот во Второй мировой войне. | |   |

### „Дук оф Йорк“
Заложен е на 5 май 1937 г. от компанията „Джон Браун“ в Клайдбанк. Спуснат на вода на 28 февруари 1940 г., влиза в строй на 4 ноември 1941 г. Заменя в състава на Флота на метрополията отплавалият за Далечния Изток „Принс оф Уелс“.
В средата на декември 1941 г. още ненапълно боеготовият линкор извършва плаване през Атлантика, доставяйки в САЩ У. Чърчил. През февруари 1942 г. У. Чърчил озвучава идеята да се размени „Дук оф Йорк“ за 8 тежки крайцера на американския флот. Идеята е отхвърлена от Първия лорд на Адмиралтейството на основание, че за тези крайцери в Кралския флот няма подготовени екипажи. Следващите 9 месеца линкора действа в състава на далечното прикритие на арктическите конвои. В периода октомври – ноември 1942 г. е флагман на съединение H. От декември 1942 г. до март 1943 г. се намира в ремонт. От 8 май 1943 г. става флагмански кораб на Флота на метрополията. През юли 1943 г. извършва поход в норвежки води в хода на отвличаща операция. През октомври 1943 г. прикрива американският самолетоносача „Рейнджър“ в хода на операциите против корабоплаването в норвежки води. След това отново прикрива арктическите конвои. На 26 декември 1943 г., при прикритието на конвоя JW-55B, влиза в бой с немския линеен крайцер „Шарнхорст“, който се опитва да прихване този конвой.
Фактически боя прераства в тричасово преследване от англичаните на немския рейдер. С удачно попадение „Дук оф Йорк“ успява да повреди машинната установка на противника, след което, съвместно с леките сили, той е настигнат. Огъня на британския линкор напълно изважда от строй „Шарнхорст“ и той губи ход, след това немският кораб е довършен с торпеда от крайцерите. В хода на сражението „Дук оф Йорк“ изразходва 446 356-мм снаряда и 686 133-мм. От 52 залпа 31 дава накриване на целта, фиксирани са не по-малко от 13 преки попадения на главния калибър.
В периода юли – август 1944 г. „Дук оф Йорк“ прикрива самолетоносачите, на два пъти атакуващи немският линкор „Тирпиц“. От септември 1944 г. до март 1945 г. преминава пореден ремонт, съвместен с подготовката му към превеждане в Далечния Изток. На новия театър на военните действия линкора пристига едва през юли и в практически не се отличава в бойните действия, но взема участие в церемонията по подписването на капитулацията на Япония, на 2 септември 1945 г.
Връща се във Великобритания през юли 1946 г. и преминава нов ремонт. От декември 1946 г. до април 1949 г. се явява флагман на Флота на метрополията. След това е изведен в резерва. През ноември 1951 г. линкора е поставен на стоянка, а на 30 април 1957 г. е официално изключен от състава на флота. На 18 февруари 1958 г. „Дук оф Йорк“ е продаден за скрап.

### „Ансън“
Заложен е на 20 юли 1937 г. от „Суон Хънтер“ (на английски: Swan Hunter) в Уолсенд. Спуснат на вода на 24 февруари 1940 г., влиза в строй на 22 юни 1942 г. В периода 1942 – 1944 г. влиза в състава на Флота на метрополията, прикрива арктическите конвои, а също авионосните операции в норвежки води. От юни 1944 г. до март 1945 г. преминава ремонт. В края на април 1945 г., заедно с „Дук оф Йорк“, се насочва за Далечния Изток. Неговата единствена операция на този ТВД е прикриването на десанта в Хонконг, през август 1945 г., като линкора не отрива огън.
През юли 1946 г. „Ансън“ се връща във Великобритания, преминава пореден ремонт и през октомври 1946 г. влиза в състава на учебна ескадра. През август 1950 г. е изведен в резерва. На 30 март 1957 г. е изключен от състава на флота и продаден за скрап.

### „Хау“
Той е заложен на 1 юни 1937 г. в корабостроителницата „Фейрфилд“ (на английски: Fairfield) в Глазгоу. Спуснат е на вода на 9 април 1940 г., влиза в строй на 29 август 1942 г. В периода януари – февруари 1943 г. прикрива арктическите конвои, през март – април 1943 г. – трансатлантическите. През май 1943 г. влиза в състава на Съединение H и участва в десанта на съюзническите войски в Сицилия.
През октомври 1943 г. се връща в състава на Флота на метрополията. В периода януари – април 1944 г. преминава ремонт и на 1 юли 1944 г. се насочва за Далечиния Изток. От август 1944 г. действа в Индийския и Тихия океани, главно като прикрива рейдовете на самолетоносачите. През май 1945 г. участва в поддръжката на войските, воюващи на остров Окинава. От юли и до края на войната се ремонтира в Дърбан.
От септември 1945 г. става флагман на Тихоокеанския флот. Във Великобритания се връща през януари 1946 г. и влиза в състава на Флота на метрополията. От август 1946 г. до май 1948 г. влиза в състава на Учебната ескадра. През август 1949 г., след поредния ремонт, е изваден в резерв. Изключен е от флота през април 1957 г., а на 2 юни 1958 г. е продаден за скрап.

## Оценка на проекта
Линкорите от типа „Кинг Джордж V“ се създават в условията на започналия упадък на Британска империя, когато тя вече не може да си позволи разкоша на „двудържавния“ стандарт. В тази ситуация се залага на не прекалено мощен, но достатъчно многоброен тип кораби. Линкорите от типа „Кинг Джордж V“ стават най-голяма серия линейни кораби на 1930—1940-те г.
| Сравнителни ТТХ на линкорите постройка 1930—1940-те г. |                       |                                  |                                  |                                  |                  |                           |                            |                                  |
| характеристики                                         | „Кинг Джордж V“       | „Бисмарк“                        | „Литорио“                        | „Ришельо“                        | „Норт Каролина“  | „Саут Дакота“             | „Айова“                    | „Ямато“                          |
| Страна                                                 |                       | Германска империя (1933 – 1945)  |                                  |                                  |                  |                           |                            |                                  |
| Водоизместимост, стандартна/пълна, т                   | 36 727/42 076         | 41 700/50 900                    | 40 724/45 236                    | 37 832/44 708                    | 37 486/44 379    | 37 970/44 519             | 48 425/57 540              | 63 200/72 810                    |
| Артилерия на главния калибър                           | 2×4 и 1×2 – 356-мм/45 | 4×2 – 380-мм/47                  | 3×3 – 381-мм/50                  | 2×4 – 380-мм/45                  | 3×3 – 406-мм/45  | 3×3 – 406-мм/45           | 3×3 – 406-мм/50            | 3×3 – 460-мм/45                  |
| Артилерия на спомагателния калибър                     | 8×2 – 133-мм/50       | 6×2 – 150-мм/55, 8×2 – 105-мм/65 | 4×3 – 152-мм/55, 12×1 – 90-мм/50 | 3×3 – 152-мм/55, 6×2 – 100-мм/45 | 10×2 – 127-мм/38 | 8×2 – 127-мм/38           | 10×2 – 127-мм/38           | 4×3 – 155-мм/60, 6×2 – 127-мм/40 |
| Лека зенитна артилерия                                 | 4×8 – 40-мм/40        | 8×2 – 37-мм, 12×1 – 20-мм        | 8×2 и 4×1 – 37-мм, 8×2 – 20-мм   | 4×2 – 37-мм                      | 4×4 – 28-мм      | 7×4 – 28-мм, 16×1 – 20-мм | 15×4 – 40-мм, 60×1 – 20-мм | 8×3 – 25-мм                      |
| Брониране на борда, мм.                                | 356 – 381             | 320                              | 70 + 280                         | 330                              | 305              | 310                       | 307                        | 410                              |
| Брониране на палубите, мм                              | 25 + 127…152          | 50…80 + 80…95                    | 45 + 90…162                      | 150…170 + 40                     | 37 + 140         | 37 + 146…154              | 37 + 153…179               | 35…50 + 200…230                  |
| Брониране на кулите на главния калибър, мм.            | 324 – 149             | 360 – 130                        | 350 – 150                        | 430 – 170                        | 406 – 184        | 457 – 184                 | 432 – 184                  | 650 – 190                        |
| Брониране на бойната рубка, мм                         | 76 – 114              | 220 – 350                        | 260                              | 340                              | 406 – 373        | 406 – 373                 | 440                        | до 500                           |
| Енергетична установка, к.с.                            | 110 000               | 138 000                          | 130 000                          | 150 000                          | 121 000          | 130 000                   | 212 000                    | 150 000                          |
| Максимална скорост, възела                             | 28,5                  | 29                               | 30                               | 31,5                             | 27,5             | 27,5                      | 32,5                       | 27,5                             |

Към числото на недостатъците на този тип традиционно се отнасят редицата грешки, допуснати още на стадия на проектирането. Далечината на плаване на линкорите се оказва недостатъчна, а мореходността сравнително ниска поради не много обоснованото тактическо искане да се води огън право по курса, при нулеви ъгли на възвишение на оръдията.
Не добре стоят нещата и с подводната защита. Всички разчети на проектантите се оказват неправилни. Дълбочината на защитата става недостатъчна, а конструкцията несъвършена. В резултат „Принс оф Уелс“ практически губи боеспособност само след две попадения на относително маломощните японски авиоторпеда. Подпомага за това и неудачното решение в плана на осигуряването на кораба с енергия.
Ако се разглежда чисто линкорният комплекс, то „Кинг Джордж V“ изглежда скромно по сравнение със съвременниците му, преди всичко вследствие на недалновидния избор на артилерийското въоръжение. Сама по себе си броневата защита на линкорите изглежда на нелошо на хартия, но без да дава надеждна защита от 380—460-мм снаряди. Зоните на неуязвимост, т.е. диапазона на дистанциите, на които вече не се пробива бордовата броня, но още не се пробива палубната, са за „Кинг Джордж V“ много ограничени. Фактически само явно недовъоръжените кораби от типа „Шарнхорст“ не представляват за „кинговете“ особена заплаха. Особено лошо британските линкори изглеждат на фона на „Айова“ и „Ямато“.
| Зони на неуязвимост на линкорите от типа „Кинг Джордж V“ срещу оръдията на линкорите от периода 1930—1940-те г. |             |                 |                 |                 |                 |         |         |
| Тип линкор | „Шарнхорст“ | „Бисмарк“       | „Ришельо“       | „Литорио“       | „Норт Каролайн“ | „Айова“ | „Ямато“ |
| Зона на неуязвимост по енергетичната установка, м                                                               | от 9620     | 17 205 – 18 685 | Няма            | Няма            | Няма            | Няма    | Няма    |
| Зона на неуязвимост по артилерийските погреби, м                                                                | от 8510     | 15 725 – 26 455 | 19 980 – 24 790 | 23 310 – 25 900 | 18 685 – 19 240 | Няма    | Няма    |

От друга страна, всички съвременници на „кинговете“ се оказват нелошо защитени от относително леките британски снаряди, и всичките те имат достатъчно големи зони на неуязвимост в боя против линкорите от типа „Кинг Джордж V“. В резултат на това, от формална гледна точка, британските линкори биха попаднали в изключително неизгодно положение, особено в завръзката на боя.
| Зони на неуязвимост на чуждестранните линкори против оръдията на „Кинг Джордж V“ |                 |                 |           |               |                 |                 |           |
| Тип линкор                                                                       | „Шарнхорст“     | „Бисмарк“       | „Ришельо“ | „Литорио“     | „Норт Каролайн“ | „Айова“         | „Ямато“   |
| Зона на неуязвимост по енергетичната установка, м                                | 12 395 – 18 685 | 14 615 – 18 685 | —         | —             | —               | 13 875 – 24 975 | от 12 025 |
| Зона на неуязвимост по артилерийските погреби, м                                 | 6944 – 22 940   | 12 395 – 23 865 | от 10 545 | 9204 – 21 803 | 16 465 – 24 975 | 13 875 – 26 640 | от 12 025 |

Обаче формалните разчети на зоните за неуязвимост и реалиите на бойните действия силно се различават. На практика британските линкори от този тип изобщо не изглеждат явно слабата страна в боевете им с противника. Бойният опит показва, че табличната бронепробиваемост далеч не е всичко.
| „                                                   | За линкорите със схема на защита „вичко или нищо“ болшинството попадения в повечето случаи са по небронираните части на корпуса, надстройката и оръдейните установки. НИТО ЕДИН от снарядите на двете страни в боя на „Бисмарк“ с „Принс оф Уелс“ не уцелва главния броневи пояс или главната бронева палуба. Във втория бой със същия линкор и в сражението на „Дук оф Йорк“ с „Шарнхорст“ немските кораби са извадени от строя явно без пробиване при погребите и машините (с изключение случайното попадение в гласиса на КО на „Шарнхорст“). Въпреки това, и двата германски линкора към края на боя практически губят ход, така че за „доубиването“ на противника британската 14-дюймовка е напълно достатъчна. В морския бой по времето на Втората световна война състоянието на системите за управление на стрелбата играе огромна, възможно даже основна роля. | “ |
| Кофман В. Л. Линейные корабли типа „Кинг Джордж V“. | |   |

Всяко оръжие е добро само тогава, когато се използва правилно. В това отношение британските флотоводци от Втората световна война са, като цяло, на висота, благодарение на което не най-съвършените, но умело използвани линкори от типа „Кинг Джордж V“ изиграват заметна и много позитивна роля във въоръжената борба по море.

## Коментари към таблиците
1. ↑  В таблицата показан аритметичният краен резулт по пера. В източника за всички проекти е указана стандартна водоизместимост 35 000 т.
2. ↑  В източника е предадена историята във вид „премахнато/добавено“. В таблицата е предадено крайното състояние към указания период.
3. ↑  Измененията в състава на зенитната артилерия се дава според Робъртс и Shipcraft 23. Спрямо Дюма описанието има малки разлики.
4. ↑  Всички данни са проектни.
5. ↑  Само на главния. Останалите линкори от този тип имат 10×2 – 127-мм/38 оръдия.
6. ↑  В хода на военните действия леката зенитна артилерия на всички линкори е чувствително усилена.